# 日本の企業一覧 (サービス)
日本の企業一覧 (サービス)（にほんのきぎょういちらん サービス）は、サービス業を主たる業務とする日本の企業の一覧。

## 販売支援業・販売促進業
- アップセルテクノロジィーズ
- アルファ
- エスプール
- NTTマーケティングアクトProCX
- ギグワークス
- サンリキュール
- シグノ
- ダイエースペースクリエイト
- TSSプロダクション
- 東京美術
- トータル・オフィス・プランニング
- 日本テレネット
- ノアインドアステージ
- 永瀬事務所
- パナソニックマーケティングジャパン
- ビームスクリエイティブ
- ホンダセールスオペレーションジャパン

## PR会社
日本における広告代理店も参照
- ホープ（東証グロース・6195）
- サニーサイドアップグループ（東証スタンダード・2180）
- プラップジャパン（東証スタンダード・2449）
- 共同ピーアール（東証スタンダード・2436）
- 中広（東証スタンダード・2139）
- IPGデクストラ・ジャパン
- KODEKA
- アルファ
- 井之上パブリックリレーションズ
- エム・エム・エス・コミュニケーションズ
- エムシードゥコー
- Enjin
- オブザアイ
- ジェットプロダクション
- ソーシャルワイヤー
- 中央競馬ピーアール・センター
- TMオフィス
- 電通PRコンサルティング
- トークス
- バーソン・コーン&ウルフ・ジャパン
- パールダッシュ
- PR TIMES
- ビーコン・コミュニケーションズ
- ビューズ
- ヒルアンドノウルトンジャパン
- ビルコム
- フラッグ
- フルハウス
- まちづくり松山
- 名大社
- メディアブリッジコンサルティング
- メディコ
- merchu
- ラプレ

## IT企業
- リンクバル（東証グロース・6046）イベントECサイト運営　WEBサイト運営サービス　その他関連アプリ運営サービス
- ジェイエムテクノロジー
- ジモティー（東証グロース・7082）（中古品や求人情報提供）
- アイクラフト
- アイティメディア（東証プライム・2148）
- アクティブゲーミングメディア
- AtCoder
- イーエムシステムズ
- 伊藤忠インタラクティブ
- ヴァイタル・インフォメーション
- ANAシステムズ
- SK2
- SB C&S
- Lee.ネットソリューションズ
- オーク情報システム
- cars
- GAUSS
- カネコ
- ギグワークス
- キヤノンビズアテンダ
- ゴーガ
- ジェットラン・テクノロジーズ
- Supership
- Speee
- 中央ビジコム
- トロイカ
- ニフティ
- 日本ファルコム
- ネクストビート
- ネットイヤーグループ
- バスキュール
- ピクシブ
- ビッグローブ
- FOSCHIA JAPAN
- ブロードリンク
- 北菱電興
- WHITE CROSS
- MIXI（東証プライム・2121）
- ミントウェーブ
- ライフイズテック
- Rekoo Japan
- CMC Japan
- ソフテック
- アイキューブドシステムズ
- IDCフロンティア
- アステリア
- イード
- イトクロ
- エイチームホールディングス
- Ekuipp
- NTTデータNJK
- エビソル
- L is B
- オープンストリーム
- カーネルコンセプト
- カーネル・ソフト・エンジニアリング
- GirlsFunding
- ガッコム
- CultureStudioTokyo
- グラッドキューブ
- クルイト
- 京セラみらいエンビジョン
- ゲヒルン
- これから
- ジー・モード
- Stake Technologies
- STEKKEY
- Spotech
- センディ
- ソリトンシステムズ
- テイラーワークス
- データスコープ
- テクサー
- トリプルアイズ
- ナビッピドットコム
- 日本アイ・ビー・エム
- 日本瑞友テクノロジー
- 日本デジタルツイン研究所
- ノベルティ
- HANABISHI
- ピーティーエス・ジャパン
- ファームノート
- フェイス
- 富士通
- BRANU
- Pring
- ベンヌ
- ボードルア
- ポールトゥウィン
- Media X
- メディア・ファイブ
- ユニアデックス
- ゆにクリエイト
- 楽待
- リビン・テクノロジーズ
- レッドフォックス
- ロボケン
- ワイヤーアクション

### 日本のインターネット企業
日本の主なプロバイダ事業者も参照
- AKATSUKI
- AppBrew
- CAM
- FoR
- GoA
- JPYC
- Talknote
- USEN NETWORKS
- ITMG
- アイティメディア
- アイ・ペアーズ
- iMyFone
- アイ・モバイル
- アウンコンサルティング
- アカマイ・テクノロジーズ
- AKUODIGITAL
- Axis
- アクセルマーク
- アットウィキ
- アットハース
- アットフリークス
- アドウェイズ
- アパレルウェブ
- AbemaNews
- AbemaTV
- アマゾンジャパン
- アンダムル
- アンドロス
- EASY SPORTS
- Eストアー
- いい生活
- イー・ガーディアン
- イグニス
- 一休
- イーディーコントライブ
- イプソス
- インターナショナルシステムリサーチ
- インターネット・ビジネス・フロンティア
- インターネット総合研究所
- インフォニア
- インフォプラス
- ヴァズ
- ウェブクルー
- Welby
- ウォンテッドリー
- エアー
- エイシス
- エイベックス通信放送
- エイムプレイス
- auペイメント
- エキサイト
- エス・エム・エス
- SBINFT
- SBクリエイティブ
- エナジード
- NHN JAPAN
- エヌシーネットワーク
- NTT-ME
- MSD
- エムスリー
- エムティーアイ
- エン・ジャパン
- オウケイウェイヴ
- オークネット
- オークファン
- オールアバウト
- オーレンス
- オミカレ
- オモロキ
- カービュー
- ガイアックス
- カカクコム
- CAFE24 JAPAN
- カヤック
- CARTA HOLDINGS
- CARTA MARKETING FIRM
- GIFT
- Qoo10
- キュービック
- クオン
- クックパッド
- グノシー
- くふうウェディング
- くふうカンパニーホールディングス
- くふう住まい
- クラウドワークス
- GRASグループ
- グラフィティ
- グリー
- クルーズ
- ぐるなび
- クローバーラボ
- クロス・マーケティンググループ
- グローバルウェイ
- ケアネット
- ゲオネットワークス
- KENKEY
- コインチェック
- 神戸デジタル・ラボ
- ゴーガ
- ココナラ
- コネヒト
- ゴルフダイジェスト・オンライン
- コンビーズ
- サーベイボックス
- サイエント
- サイバー・バズ
- サイブリッジ
- さくらインターネット
- サクラゲート
- GMOデジロック
- GMO TECH
- GMOリサーチ&AI
- GMOインターネット
- GMOインターネットグループ
- GMOメイクショップ
- GMOメディア
- シーディーネットワークス・ジャパン
- Jストリーム
- ジェイ・リスト
- ジグザグ
- じげん
- シックス・アパート
- ジー・プラン
- しまうまプリント
- スターフェスティバル
- StudioZ
- Speee
- スピンコースター
- スマートショッピング
- セーフィー
- セプテーニ・ホールディングス
- セラク
- セルバ
- セレス
- Zenken
- ソーシャルワイヤー
- Xoxzo
- ZOZO
- ソニーネットワークコミュニケーションズ
- ソフネットジャパン
- ソラノート
- TieUps
- たのみこむ
- WFS
- チームスピリット
- チェンジホールディングス
- ツクルバ
- DearOne
- ディー・エヌ・エー
- DMM.com
- てぃーだスクエア
- ディー・エル・マーケット
- ディップ
- テイラーワークス
- TableCheck
- デザインエッグ
- デザインワン・ジャパン
- デジタルアーツ
- デジタルガレージ
- デジタルプラス
- テックビューロ
- 手間いらず
- 出前館
- 電縁
- トゥギャッター
- Donuts
- 友野印刷
- トランスメディア
- TOLOT
- ドワンゴ
- ナチュラム
- Nanapi
- ナナメウエ
- ニフティ
- JPIX
- 日本セーフネット
- 忍者ツールズ
- ネオス
- ネクストレベルホールディングス
- ネットイヤーグループ
- ネットオウル
- ネットプロテクションズ
- ノイン
- ノマドマーケティング
- バーグハンバーグバーグ
- バイドゥ
- Hajimari
- はてな
- バニッシュ・スタンダード
- ハンコヤドットコム
- BCN
- ビースポーク
- BEENOS
- ビィ・フォアード
- ピクシブ
- ビジネスラリアート
- ビジョン
- ビズリーチ
- ビッグローブ
- ビットスター
- ビットバンク
- bitFlyer
- ファミマデジタルワン
- ファンコミュニケーションズ
- フォーチュン
- フォトクリエイト
- 富士山マガジンサービス
- 復刊ドットコム
- ブックオフオンライン
- プライミンズ
- フリービット
- フレックス
- BroadBank
- ブログウォッチャー
- PayPay
- ベクターホールディングス
- PETOKOTO
- ベルフェイス
- ペロリ
- 弁護士ドットコム
- ベンチャーリパブリック
- ホームページシステム
- ホットリンク
- PopIn
- ボルテージ
- ホワイトボックス
- マーケットエンタープライズ
- まぐまぐ
- マクロミル
- マネーフォワード
- MIXI
- ミナカラ
- 未来検索ブラジル
- ミラティブ
- ミンカブ・ジ・インフォノイド
- メディアテック (大阪市)
- メディアテック (石巻市)
- メドピア
- メドレー
- メリル
- メルカリ
- MOTA
- モバイルファクトリー
- モブキャストホールディングス
- ユーザベース
- ユナイテッド
- 48ホールディングス
- ライブドア
- LIFULL
- LINEヤフー
- LINEヤフーコミュニケーションズ
- ラクサス・テクノロジーズ
- ラクスル
- 楽天グループ
- Radiko
- ラディウス・ファイブ
- ラビッツ
- Runpath
- リグナ
- リクルートホールディングス
- リザービア
- リジョブ
- リネットジャパングループ
- Rehab for JAPAN
- リビン・テクノロジーズ
- レアジョブ
- レックアイ
- レバレッジ
- RevComm
- ワンディー

### ウェブサイト運営会社
- AppBank（東証グロース・6177）
- Pathee（ウェブサイト運営）
- アクトインディ
- アパレルウェブ
- アブログ
- イード
- 医事日報
- イトクロ
- インターワークス（東証スタンダード・6032）
- インタラクティブブレインズ
- インフォメーション・ネットワーク福島
- UUUM
- WALL
- エイチジェイ
- AgentSoft
- ADsFactory
- エキサイト
- エクスフィールド
- オーイズミ・アミュージオ
- オークファン
- オープンドア
- カーゾーン（GSオーディナリー・2161）
- カカクコム
- 鎌倉新書（東証プライム・6184）
- ギークス
- クラウドゲート（札証アンビシャス・2140）
- グラフィス
- クリエイターズネクスト
- クリプトン・フューチャー・メディア
- GameWith（東証スタンダード・6552）
- ゲームスタジオ
- コマップ（GSエマージング・2407）
- コミックリズ
- ジープラスメディア
- ジーリーメディアグループ
- シェアリングテクノロジー
- ジェイ・キャスト
- JetB
- スポーツワン
- セブンヒルズ
- ソシオコーポレーション
- チップワンストップ
- ChannelJ
- TMH
- テルウェル西日本
- 電子公園
- ネオプラス
- バイクブロス
- Hamee
- ヒューマントラスト
- ブレアパッチ
- ベビーカレンダー
- 弁護士ドットコム
- ポート
- ほぼ日
- マガシーク
- ヤフー
- Lighthouse Studio
- ラグザス
- リッチメディア
- リプライス
- レイアップ
- ローカルワークス
- 4MEEE
- Flamers
- ONE COMPATH
- ZEROUM
- アーキベース
- アイフリークモバイル
- ACCESSPORT
- アクセルエンターメディア
- アバコミュニケーションズ
- イード
- インターグ
- ウインライト
- WEB STAGE
- ウォルターインターナショナル
- エイチームウェルネス
- エイチームフィナジー
- エイチームホールディングス
- エイチームライフデザイン
- エクスポート・ジャパン
- N.Avenue
- NTTドコモ
- カーリル
- カスタムライフ
- ガッコム
- Qiita
- キッズライン
- 京栄コンサルティング
- クラウドゲート
- クリスチャントゥデイ
- THECOO
- ZAZA
- 産経デジタル
- SEEC
- SEAMS
- ジー・モード
- 新華経済
- シンクロ・フード
- Skyrocket
- スターチャイルド
- スナッピー・コミュニケーションズ
- スペースキー
- 千栄交通
- Dai
- ダイヤモンドメディア
- たのみこむ
- ディバータ
- テルウェル東日本
- テンダーラビングケアサービス
- 電脳職人村
- トゥギャッター
- 東京産業新聞社
- ドコモ・ためタン
- トヨタコネクティッド
- ドリーム・アーツ
- ナビッピドットコム
- 西新宿ドットネット
- ニフティライフスタイル
- Note
- ノベルティ
- パスクリエイト
- パノラプロ
- ビズヒッツ
- ヒナプロジェクト
- ビューティーナビ
- ファブリカコミュニケーションズ
- ファブリカホールディングス
- フィリアデザイン
- ブクログ
- BRANU
- プリンセス
- プロトコーポレーション
- ベストリザーブ
- PETOKOTO
- ポート
- ボクブロック
- ポプシクリップ。
- マンゾクグローバルメディア
- ミツモア
- メディカルリソース
- モバイルクリエイト
- Morondo
- ヤマップ
- USEN-ALMEX
- ユニクエスト
- ユニラボ
- ユーティル
- LINEヤフー
- ランサーズ
- リアズ
- リスクモンスター
- LiTMUS
- リビン・テクノロジーズ
- リブセンス
- rentry
- ワールドインテリジェンスパートナーズジャパン

### インターネット付随サービス業

#### インターネット広告
- サイネックス（東証スタンダード・2376）（日本のインターネット広告会社）
- フルスピード（東証スタンダード・2159）技術系インターネット広告代理店
- Unipos（東証グロース・6550）アドテクノロジー 広告代理サービス インターネットメディアの業務支援
- まぐクリック→GMOアドパートナーズ
- イオレ（東証グロース・2334）インターネット広告事業・PC・スマートフォン向け各種サービス
- イージーユーズ→SEメディアパートナーズ→アキナジスタ（日本のインターネット広告会社）
- SEメディアパートナーズ→アキナジスタ（日本のインターネット広告会社）
- e-まちタウン（東証マザーズ・4747）
- イーエムネットジャパン（東証グロース・7036）
- デジタルホールディングス（東証プライム・2389）
- SMN（東証スタンダード・6185）
- アイモバイル（東証プライム・6535）
- アイレップ（東証2・2132）
- アキナジスタ（札証アンビシャス・2495）
- アクシコ（GSエマージング・2312）
- アクイジション
- イーエムネット
- インタースペース（東証スタンダード・2122）
- 売れるネット広告社（東証グロース・9235）
- エクシブ
- SMN
- ND&I
- ALL CONNECT
- オトコロドットコム
- オトナル
- カービュー（東証マザーズ・2155）
- ギャラクシーエージェンシー
- グローバルサーチ
- コミクス
- サイバーエージェント
- サンリキュール
- GMO NIKKO
- ジオコード
- セキュア・テクノロジー・パートナーズ
- ソウルドアウト
- TAGGY
- タブリエ・コミュニケーションズ
- デジタル・アドバタイジング・コンソーシアム（JASDAQ・4281）
- デジタルホールディングス
- 東京アドエージェント
- トランスコスモス
- ドリコム
- バナーブリッジ
- バリューコマース（東証プライム・2491）
- ファインズ
- ファンコミュニケーションズ（東証プライム・2461）
- フォーイット
- フリークアウト
- プロモ・ラボ
- メディアイノベーション
- モバーシャル
- LINEヤフー
- 楽天グループ
- レントラックス（東証グロース・6045）
- ワンアール

#### アドテクノロジー事業者
- CARTA MARKETING FIRM
- ジーニー（東証グロース・6562）
- サイバーエージェント
- Speee
- デジタルホールディングス
- フリークアウト
- CARTA HOLDINGS
- メディアマインド・テクノロジーズ
- ヤフー

#### インターネットサービス業
- 48ホールディングス
- ABEMA NEWS
- AbemaTV
- AKATSUKI
- AKUODIGITAL
- ALiNKインターネット（東証グロース・7077）天気予報専門サイト「tenki.jp」を運営
- アマゾンジャパン
- AppBank（東証グロース・6177）
- AppBrew
- auペイメント
- CAMPFIRE
- CARTA HOLDINGS
- CARTA MARKETING FIRM
- Coincheck
- DearOne
- DL-MARKET
- DMM.com
- eBay Japan
- Eストアー
- GMO TECH（東証グロース・6026）
- GMOインターネット（東証スタンダード・4784）
- GMOインターネットグループ
- GMOデジロック
- GMOペパボ
- GMOリサーチ&AI
- ITMG
- Jストリーム
- KENKEY
- LIFULL（東証プライム・2120）
- LINE
- LINEヤフー
- MIXI
- MOTA
- NHN JAPAN
- NTT-ME
- オウケイウェイヴ
- Radiko
- SBクリエイティブ
- Seesaa
- StudioZ
- TableCheck
- Talknote
- TOLOT
- Zenken
- ZOZO
- アウンコンサルティング（東証スタンダード・2459）
- アクセルマーク
- アクトビラ
- アットウィキ
- アットハース
- アットフリークス
- アドウェイズ（東証プライム・2489）
- アバコミュニケーションズ
- アパレルウェブ
- いい生活
- e-まちタウン（東証マザーズ・4747）
- イー・ガーディアン（東証プライム・6050）
- 一休
- インターナショナルシステムリサーチ
- インフォニア
- ウェブクルー
- [[ウェブドゥジャパン→クルーズ（日本のインターネット企業）]]
- ウォンテッドリー
- エイチームホールディングス
- エイチームウェルネス
- エイチームライフデザイン
- エイベックス通信放送
- auペイメント
- エキサイト
- エス・エム・エス（東証プライム・2175）
- エムスリー（東証プライム・2413）
- エムティーアイ
- エン・ジャパン（東証プライム・4849）
- オークネット
- オークファン
- オールアバウト（東証スタンダード・2454）
- オミカレ
- オモロキ
- カービュー
- ガイアックス
- カカクコム（東証プライム・2371）
- カヤック
- キュービック
- クックパッド（東証スタンダード・2193）
- グノシー
- くふうウェディング
- くふう住まい（東証マザーズ・6084）
- クラウドワークス
- グラフィティ
- グリー
- ぐるなび（東証プライム・2440）
- クレスティア
- クロス・マーケティンググループ
- クローバーラボ
- ゲオネットワークス
- ゴーガ
- ココナラ
- ゴルフダイジェスト・オンライン
- コンビーズ
- サーベイボックス
- サイバー・バズ（東証グロース・7069）
- サイブリッジ
- サクラゲート
- シーディーネットワークス・ジャパン
- じげん
- シックス・アパート
- しまうまプリント
- ジー・プラン
- スターフェスティバル
- スタイライフ
- Speee
- スマートショッピング
- セプテーニ・ホールディングス
- セラク（東証スタンダード・6199）
- セルバ
- ソーシャルワイヤー
- ソニーネットワークコミュニケーションズ
- ソラノート
- チェンジホールディングス
- ツクルバ
- てぃーだスクエア
- テックビューロ
- 手間いらず
- 出前館
- 電縁
- ドラEVER
- ドリコム
- トゥエンティーフォーセブン（東証グロース・7074）オンラインショップの運営、情報の配信を目的としたオンラインメディアの運営
- ドワンゴ
- ナチュラム
- ナナメウエ
- ニフティ
- 忍者ツールズ
- ネットイヤーグループ
- ネットオウル
- ネットプロテクションズ
- バーグハンバーグバーグ
- パクレゼルヴ
- はてな
- ハンコヤドットコム
- BCN
- BEENOS
- ビースポーク
- ビィ・フォアード
- ピクシブ
- ビジネスラリアート
- ビズリーチ
- ビッグローブ
- bitFlyer
- ファミマデジタルワン
- ファンコミュニケーションズ
- フォーチュン
- フォトクリエイト（東証マザーズ・6075）
- 富士山マガジンサービス
- 復刊ドットコム
- ブックオフオンライン
- フリービット
- BroadBank
- ブログウォッチャー
- PayPay
- ベクター
- PETOKOTO
- ペロリ
- 弁護士ドットコム（東証マザーズ・6027）
- ベンチャーリパブリック（JASDAQ・2177）
- ホームページシステム
- ホットリンク
- ホワイトボックス
- マーケットエンタープライズ
- まぐまぐ
- マクロミル
- マネーフォワード
- 未来検索ブラジル
- ミラティブ
- ミンカブ・ジ・インフォノイド
- メドピア
- メドレー
- メルカリ
- モーションビート→ユナイテッド
- ユーザベース
- ユナイテッド
- ユニラボ
- ラクサス・テクノロジーズ
- リグナ
- リクルートホールディングス
- リテールコム
- リネットジャパングループ
- リブセンス
- レアジョブ
- レバレッジ

## ソフトウェア会社
コンピュータゲームメーカーについてはゲーム会社一覧
- Lunascape
- Resily
- Sentry
- Thinkings
- TmaxSoft
- RSUPPORT
- アイアンドエーエス
- アイコクアルファ
- IJC
- 愛知情報システム
- アイテック
- アイトシステム
- アイネス
- アイビス（東証グロース・9343）
- アイモビー
- アイレックス
- アキュイティー
- アクエスト
- アクシオヘリックス
- Axis
- アクシス
- アクシスイノベーション
- アクシスメディコ
- アクシスルートホールディングス
- ACCESS
- アクセスゲームズ
- アクティブゲーミングメディア
- 旭エンジニアリング
- アジェンダ
- アシスト
- アステリア
- アストロアーツ
- Apple Japan
- アドインテ
- アバントグループ
- AEVIC
- 彩姫
- アルファクス・フード・システム
- アルファシステムズ
- アンテナハウス
- イースト
- イーツー・インフォ
- イートレックジャパン
- イーフロンティア
- 石川コンピュータ・センター
- イタチョコシステム
- イーディーコントライブ
- ERAS
- EUS
- イルグルム
- ジオテクノロジーズ
- インターコム
- インタートレード
- インターナル
- インターネット
- インフィニティー
- インフォプラス
- インフォマークス
- インフラジスティックス・ジャパン
- ヴァル研究所
- ヴィンクス
- ウーブン・バイ・トヨタ
- ウェッブアイ
- ウェブテクノロジ
- ヴォルフガング
- 内田洋行
- エアー
- エイ・アイ・エス
- エーティーワークス
- AHS
- エクス
- エクストリーム（東証グロース・6033）
- SRA
- SIA
- SICシステム
- エス・アンド・アイ
- SAPジャパン
- エス・エス・ビー
- エス・ピー・エス
- SBC
- SBテクノロジー
- SMedio
- エーティーエルシステムズ
- NECソリューションイノベータ
- NCS&A
- エヌジーエックス
- NTTアドバンステクノロジ
- NTTデータ・イントラマート
- NTTデータMSE
- NTTデータセキスイシステムズ
- NTTテクノクロス
- NTTデータNJK
- エヌ・デーソフトウェア
- NPシステム開発
- Abalance
- エブリデイ出版
- MIC
- MHIエアロスペースシステムズ
- エムケイシステム
- エモーションテック
- エルピクセル
- 演算星組
- 応研
- OSK
- オービックビジネスコンサルタント
- オープンストリーム
- OKIソフトウェア
- オスポック
- Offi36 Inc.
- オフィスエラン
- オプティム
- OptGraph（オプトグラフ）（GSエマージング・2319）
- ガーデンネットワーク
- カーネルコンセプト
- カシオ情報機器
- カチシステムプロダクツ
- 神奈中情報システム
- 兼松エレクトロニクス
- カーネル・ソフト・エンジニアリング
- CARTA MARKETING FIRM
- 関西テレビソフトウェア
- 管理工学研究所
- ギークフィード
- キャトルコール
- キヤノン
- キヤノンITSメディカル
- キヤノンITソリューションズ
- キヤノンイメージングシステムズ
- キヤノンエスキースシステム
- キヤノン電子
- キヤノンマーケティングジャパン
- ぎょうせい
- 京セラコミュニケーションシステム
- Quadcept
- クオリサイトテクノロジーズ
- Kudan
- グランバレイ
- クリプトン・フューチャー・メディア
- グリモア
- CLUE
- クレオ
- 呉ソフトウェア工房
- グローバルソフトウェア
- クロスランゲージ
- 計算流体力学研究所
- 工画堂スタジオ
- 高電社
- 工房
- コスマック
- コミュニケーションシステム
- コムシス情報システム
- コムチュア
- コルクス
- コンカレント日本
- サイオステクノロジー
- Cygames
- サイトロン・アンド・アート
- サイバーコム (仙台市)
- サイバーコム (東京都文京区)
- サイバーソリューションズ
- サイバネットシステム
- サイボウズ
- サクシード
- Sun Asterisk
- 京屋サンティー
- CRI・ミドルウェア
- ジーイーエヌ
- SEEC
- シーシーイー
- シーツービーテック
- シーティーエス
- JDAソフトウェア・ジャパン
- ジェットラン・テクノロジーズ
- ジェネストリーム
- ジェネラル・サポート
- シグマソリューションズ
- シスコン
- システックス
- システムインテグレータ
- システムソフト
- システムメトリックス
- シックス・アパート
- シナジーマーケティング
- シノプス
- SHIFT
- ジャストシステム
- シャノン
- ジャパンシステム
- 終作
- 翔泳社
- ジョルダン
- シンフォレスト
- シンプレックス
- ズー
- スーパーアプリ
- Sky
- スカイウイル
- スカラコミュニケーションズ
- スキルインフォメーションズ
- スズキ教育ソフト
- スナッピー・コミュニケーションズ
- スパイシーソフト
- スーパーリージョナル
- 住電通信エンジニアリング
- セキュアブレイン
- セック
- ゼネテック
- セルシス
- ソーバル（東証スタンダード・2186）
- ソースネクスト
- ZOZOテクノロジーズ
- ソニー
- ソニーデジタルネットワークアプリケーションズ
- ソフィア
- ソフトイーサ
- ソフトコム
- ソフトサービス
- ソフトブレーン
- ソフトフロントホールディングス
- 大同ITソリューションズ
- ダイナシステム
- タオ
- たきコーポレーション
- タップ
- タマディック
- チームラボ
- Chatwork
- 中央コンピューターサービス
- 中央電子
- TIS
- TIS千代田システムズ
- ディアイスクエア
- ティアフォー
- ディー・ディー・エス
- TSK
- DMG MORI Digital
- DTS
- データ・アプリケーション
- データナレッジ
- テクノスター
- テコテック
- デジオン
- デジタルアーツ
- デジタルステージ
- GMOデジロック
- テスク
- デスクトップステーション
- デンソーウェーブ
- デンソークリエイト
- 東京ピストル
- 東経システム
- 東光コンピュータサービス
- ドーン
- トヨタモビリティ東京
- トライエス
- ドリーム・アーツ
- トレンドマイクロ
- ナビタイムジャパン
- 新潟ソフトストラクチャ
- ニコンシステム
- 日鋼情報システム
- 日東システムテクノロジーズ
- 日放電子
- 日本コンピュータシステム
- 日本ソフト開発
- 日本郵政インフォメーションテクノロジー
- 日本NCR
- 日本オラクル
- 日本自動化開発
- 日本瑞友テクノロジー
- 日本スペースイメージング
- 日本ソフトウェアテクノロジー
- 日本ソフト販売
- 日本ソルテック
- 日本デジタル研究所
- 日本ネクサウェブ
- 日本海隆
- 日本ファルコム
- 日本ブレケケ
- 日本プロセス
- ニュークリアス
- ニュートラル
- ネオリウム・テクノロジー
- ネクストシステム
- ネットフォレスト
- ネットワーク応用通信研究所
- ノエシス
- 日本NonStopイノベーション
- バイナル
- パピレス
- ハミングヘッズ
- パラゴンソフトウェア
- バリオセキュア
- バルテス・ホールディングス
- ハングリード
- ハンモック
- PSソリューションズ
- ピー・シー・エー
- PGN
- BTD STUDIO
- ピー・ビーシステムズ
- ヴィーエー・リナックス・システムズ・ジャパン
- ピコリックス・デザイン
- ビジコム
- ビジネスエンジニアリング
- ビジネストラスト
- 日立システムズ
- 日立システムズエンジニアリングサービス
- 日立システムズフィールドサービス
- 日立システムズパワーサービス
- 日立ソリューションズ
- 日立ドキュメントソリューションズ
- ビットキー
- ビットスター
- ビートコミュニケーション
- ヒューマンセントリックス
- HIROPRO
- ファーストビット
- ファーストブレス
- ファインデックス
- ファンコミュニケーションズ
- フィードパス
- フィデア情報総研
- フェンリル
- フォーカスシステムズ
- フォーウィンズ
- 4COLORS
- 福島コンピューターシステム
- 富士ソフト
- 富士通
- フューチャーラボ
- プライマル
- ナレッジスイート
- フリースタイル
- Bridge 1 Software
- Preferred Networks
- フルスロットル
- ブルドッグウォータ
- プロサイド
- プロシップ
- プロメテック・ソフトウェア
- ベリカ
- HOUSEI
- 北陸コンピュータ・サービス
- マーソ
- マジックソフトウェア・ジャパン
- MAYA SYSTEM
- マリオネット
- マリンネット
- マルマンコンピュータサービス
- 三菱電機ソフトウエア
- 三菱電機デジタルイノベーション
- 未来情報産業
- Mooter
- MUGENUP
- 武蔵システム
- メガコスモ
- メガソフト
- メタップス
- MetaMoJi
- メディアシステム
- メディアテック (大阪市)
- メディアテック (石巻市)
- メディア・ビジョン
- メディア・ファイブ
- メディバン
- メルコ・パワー・システムズ
- 物書堂
- モリサワ
- モンスターラボホールディングス
- ヤマップ
- 弥生
- ユビキタスAI
- ユミルリンク

建設系ソフトウェア
- アイサンテクノロジー
- アビグローバル
- インテリジャパン
- 川田テクノシステム
- 構造計画研究所
- コンピュータシステム研究所
- シーピーユー
- シフト
- 生活産業研究所
- ダイテック
- ビーイング (ソフトウェア)
- ビジネス・ワンホールディングス
- フォーラムエイト
- 福井コンピュータホールディングス
- BRANU

鉄道情報システム
#鉄道情報システム業

## コンサルタント
- コンサルティング・ファーム を参照
  - エル・ティー・エス（東証プライム・6560）企業の変革を支援するコンサルティングファーム
  - グレイステクノロジー（東証1・6541）マニュアル制作専門会社・効率化とコスト削減に関するコンサルティング業
  - JDC信託（東証マザーズ・4815）（コンテンツ制作会社向けに資金調達やコンサルティング）
  - シグマクシス・ホールディングス （東証プライム・6088）（企業経営支援コンサルティングファーム）
  - マネジメントソリューションズ（東証プライム・7033）企業マネジメント専門会社としてコンサルティングから現場への支援まで

## 技術サービス業

### 非破壊検査
- 日本工業検査（JASDAQ・9784）
- テスコ (非破壊検査・CTスキャン装置製造販売)
- NDTアドヴァンス
- ニチゾウテック
- マイスターエンジニアリング
- 中外テクノス
- 日本エマソン
- 日本ティーエス
- 東亜非破壊検査
- 非破壊検査 (企業)

### 技術コンサルタント
建設コンサルタントについては、日本の建設コンサルタント一覧　参照
- 土木管理総合試験所（東証スタンダード・6171）調査会社/建設コンサルタント
- iSERVE（GSオーディナリー・2171）　情報システム基盤のアセスメント、企画、設計、調達、構築および運用サービス
- アビスト（東証スタンダード・6087）機械設計、システム・ソフトウェア開発
- アミタ（ヘラクレス・2490）　環境コンサル
- 神戸天然物化学（東証グロース・6568）受託研究・受託製造専門会社
- コンサイズ　システムの受託開発・企画・開発・製作の請負・設計・保守及びコンサルティング
- コンピュータマインド（GSオーディナリー・2452）ソフトウェア開発
- 立神工業（GSオーディナリー・2443）　機械設計請負、技術者派遣、技術者育成
- CDS（東証スタンダード・2169）
- コトヴェール
- アイエックス・ナレッジ
- AEVIC
- WIND-SMILE
- 宇部興産海運
- エクソル
- エスケイジャパン
- NDS
- ENEOSジュンテック
- エンバイオ・ホールディングス
- 大阪テクノクラート
- カービュー
- 海洋エンジニアリング
- キヤノンオプトロン
- 京都試作センター
- クォンタムジャンプジャパン
- コーワメックス
- サンマックス
- シーキューブ
- JFEテクノリサーチ
- システックス
- スピーディア
- 総合設備コンサルタント
- Sohwa & Sophia Technologies
- ダイコー通産
- つかさ電子
- テクノプロ
- 東京海上日動コミュニケーションズ
- 東洋メディアリンクス
- トライアンフコーポレーション
- 永田音響設計
- 長野電波技術研究所
- 日本ファシリティ・ソリューション
- 日本ブレケケ
- パナソニック電工解析センター
- フィールドテック
- 富士テクニカルリサーチ
- 富士テクノソリューションズ
- ブルースター
- MHPSエンジニアリング
- ヤマニエコライフ
- 横浜環境デザイン
- ロジカルプロダクト

### 分析会社
- UBIC→FRONTEO
ビッグデータを含む情報解析
- テクノスデータサイエンス・エンジニアリング→TDSE（東証グロース・7046）
ビジョン策定、データ分析・最適化、
AI を活用した運用しくみ
- エヌエス環境（JASDAQ・4675）
分析. 大気･水質･土壌･特殊. 測定．他
- エルゴ・ブレインズ→スパイア　スポーツ×AI×データ解析 総合メディア支援
- DNAチップ研究所（東証スタンダード・2397）
- 環境管理センター（東証スタンダード・4657）
- エコエンジェル
- SIサイエンス
- キヤノンビズアテンダ
- コグニロボ
- GMOリサーチ
- JFE東日本ジーエス
- 中外テクノス
- 日本音響研究所
- 日本海洋
- 日本検査
- ハウス食品分析テクノサービス
- ヒューマン・メタボローム・テクノロジーズ
- 法科学鑑定研究所
- ホットリンク
- 野外科学

### 有害物質汚染土壌浄化
- 日本ティーエムアイ（GSオーディナリー・2199）
- エコシステム花岡
- 神鋼環境ソリューション
- 日工
- 星和電機
- パナソニック エコシステムズ
- 三井住建道路
- 栗田工業
- JFEミネラル環境プロジェクト部
- 国際環境ソリューションズ→国際航業へ吸収合併
- サン・ビック
- エンバイオ・ホールディングス
- タツタ環境分析センター
- ランドソリューション
- 環テックス
- 三光

#廃棄物処理業者も参照

### 臨床検査に関する企業
- JCLバイオアッセイ（JASDAQ・2190）→シミックファーマサイエンス
- トランスジェニック (企業)（東証グロース・2342）基礎研究 非臨床試験 臨床試験 診断までのシームレスサポート
- フェニックスバイオ（東証グロース・6190）
PXBマウスを利用した医薬品開発の受託試験サービス
- メディサイエンスプラニング（JASDAQ・2182）　薬事コンサルティング、メディカルライティングやモニタリング業務の受託
- メディビックグループ（東証マザーズ・2369）
治験事務局·全国治験実施施設·肝細胞試験·創薬事業.
- メディネット（東証グロース・2370）
特定細胞加工物製造受託(CMO)や再生医療等製品/治験製品の開発・製造受託
- イナリサーチ
- エー・エィチ・シー
- LSIメディエンス
- カイノス
- カサマツ
- 関東化学
- ケアプロ
- ティーエスアルフレッサ
- ビー・エム・エル（東証プライム・4694）
- 誠和薬品
- 札幌臨床検査センター（東証スタンダード・9776）
- ファイネス
- ファルコホールディングス
- 富士フイルム和光純薬
- フレット
- ホーアイケミカル
- 北邦医薬
- H.U.グループホールディングス（東証プライム・4544）（旧：みらかホールディングス）
- 明希
- モスインスティテュート
- リンテック

### 写真に関するサービス業
- 堀内カラー（大証2・4683）　写真サービス
- アスカネット（東証グロース・2438）
- アマナ（東証グロース・2402）
- アイキッズ
- あんきいず
- JPF (企業)
- カメラブ
- 共立航空撮影
- コスモグラフィック
- しまうまプリント
- スタジオアリス（東証スタンダード・2305）
- データクラフト
- デジタルアーカイブ・ジャパン
- TOLOT (企業)
- 日本ジャンボー（JASDAQ・9677）
- ハッピースマイル
- フォトクリエイト
- フォトワークス
- 文教スタヂオ
- ヘキサメディア
- マルチビッツ
- ユニファ (愛知県)

## 調査会社
- 愛晃リサーチ
- アセアンジャパンコンサルティング
- オリコン
- 環境科学
- ギャラップ
- ギャラップ国際協会
- クレディセイフ企業情報
- シーエヌエス
- J.D. Power Japan
- ジオ・サーチ
- 視聴率調査会社
- 縄文アソシエイツ
- 信用交換所
  - 信用交換所大阪本社
  - 信用交換所京都本社
  - 信用交換所東京本社
  - 信用交換所名古屋本社
- 政策基礎研究所
- セントラル・スペーシャル・テクノロジー
- 帝国データバンク
- data.ai
- 東京ソイルリサーチ
- 東京海上日動調査サービス
- 東京経済
- 東京商工リサーチ
- 日本リスク・データ・バンク
- FactSet Research Systems
- 富士キメラ総研
- 富士経済
- マクロミル
- メディア・コントロール
- モーガン・クイットノー
- ワールドインテリジェンスパートナーズジャパン
- クロスインデックス

## 探偵事務所
- ガルエージェンシー
- 愛晃リサーチ
- ALSOK東心
- 岩井三郎事務所
- オハラ調査事務所
- GK探偵事務所
- テイタン

## リサーチ会社
- ケイ・エム・エー（GSエマージング・2343）
リサーチから企画提案、ツール制作、フィールドマーケティング
- MS&Consulting（東証スタンダード・6555）
ミステリーショッパー（覆面調査）やスタッフ（従業員）満足度調査など
- FRONTEO（東証グロース・2158）
独自開発の人工知能でビッグデータなどの情報解析を支援
- イード（東証グロース・6038）
- IMSグループ
- アルファ (POP)
- インサイト
- インテージホールディングス
- VIS総研
- NTTデータ経営研究所
- NTTネクシア
- MM総研
- かんでんCSフォーラム
- クロス・マーケティンググループ
- シェアードリサーチ
- シティグループ証券
- シナジーマーケティング
- 眞人堂
- ソーシャルワイヤー
- テムズ
- ネットマイル
- BCN
- 日立ブレーン
- ビデオリサーチ
- VISマーケティング
- 富士経済グループ
- ブランド総合研究所
- フルタイム
- マクロミル
- ミーミル

## マーケティング会社・マーケティングエージェンシー
- アジャイルメディア・ネットワーク（東証グロース・6573）カンバセーショナルマーケティング
- アライドアーキテクツ（東証グロース・6081）SNSを活用した企業のマーケティング
- アンダーワークス　デジタルマーケティング
- インターネットインフィニティー（東証グロース・6545）
- インティメート・マージャー（東証グロース・7072）DMP専業最大手で企業のマーケティング活動を支援するデータマーケティングカンパニー
- インフォマート（東証プライム・2492）
- エトレ（GSエマージング・2382）　マーケティング活動の調査、企画、実施 セールスプロモーション活動の企画立案
- コレック（東証スタンダード・6578）ウェブマーケティング
- サイジニア（東証グロース・6031）
- シイエム・シイ（東証スタンダード・2185）
- CDG（東証スタンダード・2487）
- ソウルドアウト（東証1・6553）（デジタルマーケティング支援企業）
- ディーエムソリューションズ（東証スタンダード・6549）
- トライステージ（東証グロース・2178）テレビ通販を中心としたダイレクトマーケティング
- メタップス（東証グロース・6172）
- ピアラ（東証スタンダード・7044）ビューティ・ヘルス食品領域におけるダイレクトマーケティング事業
- フィードフォースグループ（東証グロース・7068）企業向けマーケティングサービスを開発・提供
- プラネット（東証スタンダード・2391）
- ブランディングテクノロジー（東証グロース・7067）ブランド事業/デジタルマーケティング事業
- ログリー（東証グロース・6579）マーケティングのためのネイティブ広告プラットフォーム
- FICC
- Kiii
- YRK and
- アルティウスリンク
- アルファ
- アイ・モバイル
- アウンコンサルティング
- アサヒコミュニケーションズ
- アップセルテクノロジィーズ
- アルファ
- イーエムネット
- イード
- インフォニア
- ウィルオブ・コンストラクション
- ウィルゲート
- SKD Promotion
- NTTマーケティングアクトProCX
- エムエム総研
- オールクーポンジャパン
- オンカ
- KIRINZ
- Cool Japan TV
- クオラス
- クオン
- サンミリオン
- GMO TECH
- C Channel
- JetB
- シナジーマーケティング
- シャノン
- ジャパンライフデザインシステムズ
- 十二社
- ソニーマーケティング
- TWIN PLANET
- デジタルアイデンティティ
- テムズ
- 電通ダイレクトソリューションズ
- ニュートンアベニュー
- ビデオリサーチ
- ビューズ
- ブランディング
- フリースタイルエンターテイメント
- ブルースター
- フロム・サーティー
- プロモ・ラボ
- メディアエムジー
- メディックス
- MODECOM
- ユーソナー
- リーディング・ソリューション
- アセアンジャパンコンサルティング
- アックスコンサルティング
- アフラック保険サービス
- アルファ
- キーワードマーケティング
- Speee
- ゼネラルアサヒ
- 千趣会
- DL-MARKET
- デジテック
- ナノベーション
- Ponta
- メディアイノベーション
- リクルートライフスタイル

## コーディネート会社
- シグノ
- ビューズ
- プラスエム
- ボイス
- 夢相続
- レオーネ

## エージェント業
- リクルートエグゼクティブエージェント
- リクルートキャリア
- ユニバーサルエージェント
- オーギュメント
- ボイルドエッグズ
- スポーツフィールド
- アスタリスク
- アンダムル
- エイチジェイ

留学支援・留学エージェント
- Iaeグローバルジャパン
- アルク
- ウィッシュインターナショナル
- GLOBAL EDUCATIONAL PARTNERS
- South Pacific Free Bird
- 栄陽子留学研究所
- 日本アジア文化センター
- 南日本カルチャーセンター
- ユーロプラス
- ユニバースクリエイト
- ラララ留学サポートセンター
- ワールドアベニュー

## 企画会社
- テー・オー・ダブリュー（東証スタンダード・4767）
- 博展（東証グロース・2173）
- サン・ダイアル（GSエマージング・2381）広告企画制作、広告代理業務、Web企画制作・データベース構築、映像企画制作、グラ
- フロンティアインターナショナル（東証グロース・7050）プロモーションの企画・制作・運営
- 1994
- アスタリスク
- アップライト
- アルティナ
- アルファポイント
- アルファ
- インターテイク
- H&T PLANNING
- エイチジェイ
- エクスドリーム・スポーツ
- オフィスエラン
- 関西テレビハッズ
- グラフィティ
- グリーンハウス
- ケイマックス
- 光藍社
- コンサート・ドアーズ
- ジェーピー
- スナッピー・コミュニケーションズ
- TSUBASA
- DNA
- ディーエムエス
- ディメンションユナイテッド
- デザインファクトリー（千葉県）
- テンユウ
- トータルベネフィット
- トッパン エディトリアル コミュニケーションズ
- ヒトトヒト
- ブランディング
- ブレーンセンター
- ムービック
- LIG

## イベント会社
- セレスポ（東証スタンダード・9625）
- RX Japan
- アールビーズ
- アクシコ
- アソビシステム
- アルファポイント
- イマジンミュージカル
- エイチジェイ
- エーケー・グローバル・エージェント
- NHKエンタープライズ
- エム・トレス
- MBS企画
- エンズエンターテイメント
- カレッジリーグ
- シオンエンターテイメント
- キッチンガイズファクトリー
- 協栄
- ぎょうせい
- キョードー東京
- グッドルーザー
- ケンアンドスタッフ
- ジェイズファーイースト
- シグノ
- ジ・ズー
- 東雲座カンパニー
- JOKER*A
- SMASH
- SLUSH-PILE.
- 誠和企画
- ソーゴー東京
- タカラトミーフィールドテック
- 千代田企画
- TSUBASA
- ディスクガレージ
- 東京映画社
- ドゥ・クリエーション
- トップシーン
- にぢゅうまる企画
- 日テレイベンツ
- ネッパス
- PIF
- BBMスポーツ・コミッション
- ホットスタッフ・プロモーション
- MY group
- ミエルカ
- ミネラルマルシェ
- MIRAI PICTURES JAPAN
- 山新建装
- ライフスペース
- LiSMoR

## イベント関連企業
- ヒビノ（東証スタンダード・2469）
- レイ（東証スタンダード・4317）・各種プロモーション、イベント等の企画制作・展示会、博覧会、ショールーム等の企画制作など
- 悪の秘密結社
- アズプロデュース
- エクシオジャパン
- NSコーポレーション
- カフェグルーヴ
- ケイマックス
- 光藍社
- コンテンツシード
- 近藤産興
- 星海社
- ソルスティスミュージック
- ビィズ・クロコ
- ブシロードミュージック
- ムービック

## プロモーター会社
- アソビシステム
- ウドー音楽事務所
- オーギュメント
- オールアート・プロモーション
- キョードー東京
- サニーアークス
- サンデーフォーク
- SMASH
- ソーゴー東京
- ディスクガレージ
- 東洋メディアリンクス
- ハヤシインターナショナルプロモーションズ
- ホットスタッフ・プロモーション
- MIRAI
- ライブネーションジャパン

### マネジメント事業
- 1994
- アズプロデュース
- Alexandrite Stage
- シグノ
- クリーク・アンド・リバー社（東証プライム・4763）
- デートピア
- 東京ビデオセンター
- トリックスター
- ビッグベン
- フットメディア
- ベリーグー
- 山口敏太郎タートルカンパニー
- 吉田正樹事務所

アスリートマネジメント事業者
- イー・スマイル
- エイベックス・スポーツ
- エーケー・グローバル・エージェント
- MDI
- クロス・ビー
- クロスブレイス
- サイン
- ジェイロック
- スターポリス
- ソル・スポーツマネージメント
- トゥルーマサ
- ハイタイド
- BBMスポーツ・コミッション
- フォロースルー
- ベンヌ
- ホリプロ
- HONDA ESTILO
- ユニバーサルスポーツマーケティング
- 吉本興業ホールディングス
- レプロエンタテインメント
- スポーツビズ

マルチチャンネルネットワーク系
- Upd8
- UUUM
- ENTUM
- にじさんじ
- ホロライブプロダクション
- ぶいすぽっ！
- Neo-Porte
- Re:AcT
- .LIVE
- VAZ
- 吉田正樹事務所

## インタラクティブエージェンシー
- メンバーズ（東証プライム・2130）
- 博報堂アイ・スタジオ
- 博報堂DYデジタル
- ミナレット

## フリーペーパー発行
- タウンニュース社（東証スタンダード・2481）
- 地域新聞社（東証グロース・2164）
- AkibaDog+
- 赤穂民報
- アジアエックス
- Art Yard
- アニカン
- アンダウン
- あんふぁん
- 伊賀タウン情報YOU
- いーじーぷれす
- 稲毛新聞
- HMB
- AKガゼット
- A-STATION
- エコチル
- エジプト世界駅
- EdyNAVI
- えにわ・ちとせ版
- NG
- MBSドクホン
- MGプレス
- 大分団地新聞
- 沖縄タビンチュネット
- 奥様ジャーナル
- おとなの時間
- カチ遊!?
- ガッケンター
- Collar
- カレー賛昧
- 看中国
- Confetti
- 機内誌
- 月刊ぎふ咲楽NET
- キャンパス・スコープ
- QuiCooking
- ひばり (雑誌)
- Krash Japan
- グラフTEPCO
- GLESTY.COM
- 経済の伝書鳩
- K'move
- 月刊 風とロック
- 月刊こおりやま情報
- 月刊島民
- Side-BN
- SagaCel
- SALALA
- SALmagazine
- サンケイリビング新聞社
- サンスポPSリポート
- サンデー西京
- サンデー山口
- シーツー
- GBEV
- JPLUS
- 滋賀報知新聞
- 下向きTHEダイヤモンド
- ジャピオン
- 上海ジャピオン
- 週刊ワイズ
- 生涯福岡人!
- SUUMO新築マンション
- SUUMOマガジン
- ステラプレイスマガジン
- スルッとKANSAI遊びマップ
- 生活情報誌 月刊ぷらざ
- 生活情報紙ちゃんと
- 仙北新聞
- たいようのえくぼ
- 大和住販
- ダコ
- 探偵新聞
- 地域新聞
- 地域新聞ふりっぱー
- CHAO
- 中央らいふ
- 中広
- ちゅーピー子ども新聞
- チュッ!プレス
- ツー・ワン紀州
- Discover world
- ディズニーホテル ダイニングガイド
- DENARO
- 伝書鳩
- 東京IT新聞
- トーキョー・ウィークエンダー
- 東京シーサイドストーリー
- 東京ディズニーリゾートTIMES
- TOKYO HEADLINE
- どうぶつのくに
- TOKK
- NATTS
- 西広島タイムス
- NYジャピオン
- Non rouge
- ハイウェイウォーカー
- ぱっちGuu
- BNT
- BEEHIVE
- P+natts
- ビジネス香川
- Fukuist
- 復興釜石新聞
- FreeBas.
- フレヴァン
- Pronto pronto?
- BUN2
- 20ミヌートス
- 北京ジャピオン
- ペルソナ
- 月刊My・Me
- まだまだ現役倶楽部
- ミニカーマガジン
- mirai
- Minmy
- Muchu!
- Metropolitana
- 真岡新聞
- Lions Style
- ライナーネットワーク
- 楽遊
- LANDFALL
- Rooftop
- わらふく
- サブタメ

## プレイガイド
詳しくは、プレイガイド#主要なプレイガイド　を参照
- ローソンエンタテインメント（旧・ローソンエンターメディア）（JASDAQ・2416）

## クラウドサービス
- NTTデータNJK
- クラウドゲート (企業)（旧テラネッツ）
- ブロードメディア（東証スタンダード・4347）
- ライトアップ (企業)（東証グロース・6580）IT・ネット企業。公的支援制度を活用した人材採用育成＆クラウドツールの活用提案
- クラビット→ブロードメディア　デジタルコンテンツ制作会社・クラウドサービス
- サードクルー
- スマレジ
- ナイルワークス
- ネットランド
- Rehab for JAPAN
- ハングリード
- ビープラッツ
- ビジコム
- ナレッジスイート
- Freee
- ブロードメディア
- グローバルウェイ
- ココナラ
- G&Uシステムサービス
- GMOグローバルサイン・ホールディングス
- スカイアーチネットワークス
- 鈴与シンワート
- セーフィー
- セールスフォース
- CELF
- SBクラウド
- カオナビ
- ギークフィード
- イルグルム
- インフォマークス
- エイ・アイ・エス
- アーキエムズ
- D.Table

## 金融商品取引業者・投資顧問会社
日本の企業一覧 (証券・商品先物取引)（ディー・ブレイン証券（GSオーディナリー・2125）など）参照
- わかば総研（GSオーディナリー・2192）
- エムケーキャピタルマネージメント（東証マザーズ・2478）→イデラキャピタルマネジメント
- イデラキャピタルマネジメント
- SBIグローバルアセットマネジメント（東証プライム・4765）（旧・モーニングスター）
- ハイアス・アンド・カンパニー（東証グロース・6192）住宅取得が個人の資産形成に直結する社会の実現
- ASK PLANNING CENTER（JASDAQ・9756）　不動産金融事業、運営事業、資産管理運用事業
- 山田債権回収管理総合事務所（東証スタンダード・4351）不動産売買、不良債権処理等のコンサルティング、デューデリジェンス、企業再生支援、測量、登記等
- 楽待（東証スタンダード・6037）投資用不動産マッチングサイト「楽待」/楽待不動産投資新聞

## 不動産投資顧問業
日本の企業一覧 (不動産)　不動産証券化協会#正会員　も参照
- PAGインベストメント・マネジメント

## 保険販売会社
日本の企業一覧 (保険)　も参照
- セキュアード・キャピタル・ジャパン（東証1・2392）→セキュアード・キャピタル・インベストメント・マネジメント→PAGインベストメント・マネジメント
- 日本ペットオーナーズクラブ

## M&A仲介サービス業
- アイ・アール ジャパンホールディングス
- アックスコンサルティング
- アドバンスト・ビジネス・ダイレクションズ
- アビームM&Aコンサルティング
- インテグループ
- M&Aキャピタルパートナーズ（東証プライム・6080）
- M&A総合研究所ホールディングス（東証プライム・9552）
- オーベン（東証マザーズ・4797）
- オンデック
- 経営共創基盤
- GCA（旧・GCAサヴィアングループ）（東証1・2174）
- CBホールディングス
- ジャパンインベストメントアドバイザー
- ジャパンM&Aソリューション（東証グロース・9236）
- シンクロ・フード
- ストライク (企業)
- すばる (コンサルティング会社)
- セレンディップ・ホールディングス
- Decillion Capital
- トランビ
- ドリームインキュベータ
- 日本経営数理コンサルティング
- 日本M&Aセンターホールディングス（東証プライム・2127）
- ブティックス
- プルータス・コンサルティング
- フロンティア・マネジメント（東証プライム・7038）経営支援・M&Aアドバイザリー企業
- FUNDBOOK
- ブルースター
- MACアドバイザリー
- みらいエフピー
- 山田コンサルティンググループ（東証プライム・4792）M&Aや事業承継
- レコフ

## 起業支援会社
東京大学エッジキャピタルパートナーズの投資先企業一覧も参照
- アンビションDXホールディングス
- インターネット総合研究所
- FROGS
- 銀座セカンドライフ
- CBホールディングス
- 創業新幹線
- ソーシャルワイヤー
- ディープコア
- Team Energy
- デジタルガレージ
- ドリームインキュベータ（東証プライム・4310）
- プライマル
- ブルドッグウォータ
- 大和製作所
- リプロエージェント
- リンクアンドモチベーション
- レキサス

## 就労支援
- LITALICO（東証プライム・7366）
- アイエスエフネットライフ
- アソウ・ヒューマニーセンター
- 愛宕福祉会
- MRT（東証グロース・6034）専属産業医・嘱託産業医の求人情報サービス。産業医セミナーや勉強会支援
- MS-Japan（東証プライム・6539）士業特化型エージェント
- Kaien
- キャリアインデックス（東証スタンダード・6538）求人サイト運営
- クックビズ（東証グロース・6558）飲食業の転職支援サービス
- 恋する豚研究所
- ここリカ・プロダクション
- セルフサポート
- ダイトロン
- 難民支援協会
- 日本雇用創出機構
- 希望食品
- ハウテレビジョン（東証グロース・7064）外資就活ドットコム/キャリアプラットフォーム運営事業
- パフ（GSエマージング・4808）企業の新卒採用支援/学生向け就職活動支援
- ツクイスタッフ（東証スタンダード・7045）介護・医療専門の求人情報
- マルク
- Manaby
- 三木光司園

## 人事コンサルタント
- RSM汐留パートナーズ
- RAYERED
- アタックスグループ
- アソウ・ヒューマニーセンター
- エスネットワークス（東証グロース・5867）
- エーオンソリューションズジャパン（旧エーオンヒューイットジャパン）
- カイマク (企業)
- クリエアナブキ
- グローウィン・パートナーズ
- 京王ビジネスサポート（調布市：京王グループ各社の人事業務・コンサルティング）
- ジェイフィール
- セトローク
- タワーズワトソン
- 豊通ヒューマンリソース
- トライアンフ (人材派遣)
- 日本エス・エイチ・エル（東証スタンダード・4327）
- パソナ・パソナキャリアカンパニー
- パーソル総合研究所[1]/パーソルキャリア
- ヒューマントラスト
- 社会保険労務士法人エムケー人事コンサルティング（古田土会計グループ)
- BDO人事総合研究所
- フルキャスト人事コンサルティング
- PwC Japanグループ
- フロンティアホールディングス
- マーサージャパン
- ミネルバ
- ムービンストラテジックキャリア
- リクルートマネジメントソリューションズ
- リクルートワークス研究所[2]
- ワトソンワイアット日本オフィス

## アウトソーシング業
- アイゲート
- アイテック阪急阪神
- アイネット (システムインテグレーター)
- アウトソーシング
- アウトソーシングビジネスサービス
- アグレックス
- アクリーティブ
- アジア・ダイナミック・コミュニケーションズ
- アップセルテクノロジィーズ
- アネブル
- アピックス
- アリアンツ・グローバルアシスタンス・ジャパン
- アルティウスリンク
- 伊藤忠テクノソリューションズ
- INTLOOP
- インフォシス
- インフォメーション・ネットワーク福島
- ウイルテック（東証スタンダード・7087）エンジニア・製造工場における請負、受託、EMS、派遣などのアウトソーシングを担う製造サービス企業
- ウィプロ
- エスプール
- エックスネット
- NSSLCサービス
- NTTドコモビジネス
- NTTビズリンク
- エフアンドエム
- 関西トランスウェイ
- 北里メディカルサービス
- キヤノンカスタマーサポート
- キヤノンビジネスサポート
- キヤノンビズアテンダ
- コスモスモア
- コムシス情報システム
- コムテック (情報システム)
- コンフィデンス・インターワークス（東証グロース・7374）
- コンフィデンス (企業)
- CACオルビス
- CSアカウンティング
- シーズ (企業)
- シーツービーテック
- JOE (企業)
- Genpact
- システムサポート
- 商船三井キャリアサポート
- セレブリックス
- 双日テックイノベーション
- ソフトコム
- 大新東（JASDAQ・9785）
- 大和総研ホールディングス
- 中央競馬ピーアール・センター
- ツナググループ・ホールディングス（東証スタンダード・6551）アルバイト・パートの採用業務のアウトソーシング
- ティーネットジャパン
- ディーエムエス
- テレパフォーマンスジャパン
- 東京レコードマネジメント
- DOUZO
- トライアンフ (人材派遣)
- トラストワークス→トラスト・テック→ビーネックスグループ→夢真ビーネックスグループ→オープンアップグループ（東証プライム・2154）（ソフトウェア開発、人材派遣、アウトソーシング）
- トランスアクト
- トランスコスモス
- 日研トータルソーシング
- 日本シナプス
- 日本タタ・コンサルタンシー・サービシズ
- 日本マニュファクチャリングサービス　製造アウトソーシング企業・製造受託、製造派遣サービス
- ネオトラスト
- NEXTスタッフサービス
- ネットショップ総研
- NetReal
- パーソルキャリア
- パーソルテンプスタッフ
- パーソルビジネスプロセスデザイン
- パーソルワークスデザイン
- バーチャレクス・コンサルティング
- パシフィックシステム
- バリオセキュア
- PE-BANK
- PSI (企業)
- PSソリューションズ
- ビズヒッツ
- 日立リアルエステートパートナーズ
- ヒューマントラスト
- ヒューマントラストフロンティア
- 富士オフィス&ライフサービス
- 富士ソフト
- ブリッジインターナショナル
- プロトソリューション
- フリーワーク（ヘラクレス・2486）→アウトソーシング (企業) プロフィット・シェアリング
- ペイロール
- HOUSEI
- マスターピース・グループ
- MAYA STAFFING
- マンパワーグループ
- 三菱総研DCS
- メディアイノベーション
- UTエイム
- 横河ファウンドリー
- ランサーズ (クラウドソーシング)
- リクルートファクトリーパートナーズ
- LIXIL住生活ソリューション
- リスクモンスター
- リップルコミュニティ
- 旅行綜研
- レソリューション

## 人材サービス業
- アルー (企業)（東証グロース・7043）
企業のグローバル人材育成・人材育成、社員研修、人事組織コンサルティング
- インソース（東証プライム・6200）人材育成／社員研修・ITによる生産性向上支援
- インテリジェンス→パーソルキャリア
- キャリアリンク（東証プライム・6070）人材カンパニー
- テンプスタッフ→パーソルテンプスタッフ
- テクノシステムズ（GSオーディナリー・2456）IT事業、幼児教育事業 ・保育園4園の運営　ソフトウェアの製造販売・技術労働者派遣業
- アトラエ（東証プライム・6194）成功報酬型求人メディアなどHR業界
- エスクロー・エージェント・ジャパン（東証スタンダード・6093）
- オープンループ（ヘラクレス・4831）　人材派遣・コールセンター受託運営サービス
- ジェイック（東証グロース・7073）（就職支援・採用支援・社員の教育支援）
- ジェイテック（東証スタンダード・2479）
（ソフトウエア設計のエンジニア派遣・アウトソーシング）
- スポーツフィールド（東証グロース・7080）（エージェント業）
- 宝木スタッフサービス（GSオーディナリー・2472）一般労働者派遣事業・民営職業紹介事業
- ピアズ（東証グロース・7066）特定労働者派遣事業/一般労働者派遣事業
- ピーアンドピー（JASDAQ・2426）→パーソルマーケティング　特定労働者派遣事業
- VSN（JASDAQ・2135）エンジニア人材サービス 労働者派遣事業、開発請負、及び有料職業紹介事業
- フォースタートアップス（東証グロース・7089）企業を対象とした人材支援サービスおよびオープンイノベーションサービスなどを中心とした成長産業支援事業
- アソウ・アルファ
- アソウ・ヒューマニーセンター
- アデコ
- IMAGICAコスモスペース
- ウィルグループ
- エイジェック
- HRビジョン
- エナジャイズ
- FPTテクノジャパン
- エンワールド・ジャパン
- おてつだいネットワークス
- 学情
- キャリタス
- クイック
- シーキューブ
- シーズ
- ジェイエイシーリクルートメント
- ジェイフィール
- Sugar&Spice
- 情報技研
- ジョブテシオ
- テルウェル西日本
- 東洋観光
- トライアンフ
- 日経HR
- 日総工産
- 日本雇用創出機構
- 日本コンベンションサービス
- パーソルテンプスタッフ
- ヒト・コミュニケーションズ
- ヒューマントラスト
- 富士オフィス&ライフサービス
- プロフェッショナルバンク
- ヘイズ・スペシャリスト・リクルートメント
- マルク
- マンパワーグループ
- ミライユ
- みらいワークス
- メッドライン
- メディアファイブ
- メドピア
- ユニバースクリエイト
- ランスタッド
- ランスタッド (日本 2011年-)
- リクルートメディカルキャリア
- ワークポート
- ワールドアベニュー
- ワールドインテリジェンスパートナーズジャパン
- ギークス（東証プライム・7060）
- ウィルソン・ラーニング ワールドワイド（東証スタンダード・9610）
- キャリアデザインセンター（東証プライム・2410）
- アルバイトタイムス（東証スタンダード・2341）
- ディップ（東証プライム・2379）

### アウトソーシング・人材サービス業
- アイゲート
- アイネット
- アウトソーシング（東証プライム・2427）
- アグレックス
- アクリーティブ
- アジア・ダイナミック・コミュニケーションズ
- アップセルテクノロジィーズ
- アネブル
- アリアンツ・グローバルアシスタンス・ジャパン
- アルティウスリンク
- 伊藤忠テクノソリューションズ
- インフォシス
- ウィプロ
- ウィルグループ
- エイジェック
- HRビジョン
- エスプール（東証プライム・2471）
- NTTドコモビジネス
- エフアンドエム（東証スタンダード・4771）
- 北里メディカルサービス
- キヤノンビジネスサポート
- キヤノンビズアテンダ
- キヤノンプリントスクエア
- キヤノンカスタマーサポート
- 購買戦略研究所→PSI
- コスモスモア
- コムテック
- コンフィデンス
- CSアカウンティング
- シーズ
- シーツービーテック
- JOE
- Genpact
- 商船三井キャリアサポート
- セレブリックス
- 双日テックイノベーション
- ソフトコム
- 中央競馬ピーアール・センター
- ティーネットジャパン
- ディーエムエス（東証スタンダード・9782）
- テレパフォーマンスジャパン
- トライアンフ
- トランスコスモス
- 日研トータルソーシング
- 日本シナプス
- 日本タタ・コンサルタンシー・サービシズ
- ネオトラスト
- ネットショップ総研
- NetReal
- パーソルキャリア（JASDAQ・4257）
- パーソルテンプスタッフ
- パーソルビジネスプロセスデザイン
- パーソルワークスデザイン
- ハイソフト科技集団公司
- パシフィックシステム
- PE-BANK
- PSソリューションズ
- 日立リアルエステートパートナーズ
- ヒューマントラスト
- ヒューマントラストフロンティア
- 富士オフィス&ライフサービス
- 富士ソフト
- ブリッジインターナショナル（東証グロース・7039）
- プロトソリューション（旧・プロトデータセンター）
- マスターピース・グループ
- マンパワーグループ
- 三菱総研DCS
- メディアイノベーション
- UTエイム
- LIXIL住生活ソリューション
- 旅行綜研
- アソウ・アルファ
- アソウ・ヒューマニーセンター
- アデコ
- IMAGICAコスモスペース
- ウィルグループ
- HRビジョン
- エナジャイズ
- FPTテクノジャパン
- エンワールド・ジャパン
- おてつだいネットワークス
- 学情
- キャリタス
- キングスウェイ パーソネル リミテッド
- クイック（東証プライム・4318）
- シーキューブ (エンジニアリングサービス)
- シーズ
- ジェイエイシーリクルートメント（東証プライム・2124）
- ジェイエイシージャパン→ジェイエイシーリクルートメント
- ジェイフィール
- Sugar&Spice
- 情報技研
- ジョブテシオ
- テルウェル西日本
- 東洋観光
- トライアンフ
- 日経HR
- NISSOホールディングス（東証プライム・9332）
  - 日総工産（東証プライム・6569）
- 日本雇用創出機構
- 日本コンベンションサービス
- ヒト・コミュニケーションズ
- ヒューマントラスト
- 富士オフィス&ライフサービス
- プロフェッショナルバンク
- ヘイズ・スペシャリスト・リクルートメント
- マルク
- マンパワーグループ
- ミライユ
- みらいワークス（東証グロース・6563）
- メッドライン
- メディアファイブ
- メドピア（東証プライム・6095）
- ユニバースクリエイト
- ランスタッド
- リクルートメディカルキャリア
- ワークポート
- ワールドアベニュー
- ワールドインテリジェンスパートナーズジャパン

### 労働者派遣事業者
- アークコミュニケーションズ
- RKB CINC
- アイエスエイ
- アイエスエフネット
- アイエスエフネットケア
- アイエスエフネットライフ
- アイシン・コラボ
- 旭化成アミダス
- アルトナー（東証プライム・2163）
- 朝日新聞総合サービス
- アストン
- アソウ・ヒューマニーセンターグループ
- アネブル
- アビリティーセンター
- アペックス
- アルカディアソフト開発
- アローヒューマンリソース
- EPファーマライン
- イカイ
- 伊方サービス
- 池下設計
- イスト
- イーホームズ
- 伊予鉄総合企画
- ウィ・キャン
- ヴィックスコミュニケーションズ
- ウィルグループ（東証プライム・6089）
- ウェブスタッフ
- ウッドオフィスキャリア
- 宇部総合サービス
- 栄光
- エイジェック
- HBスタッフ
- SBヒューマンキャピタル
- エスプール
- NXキャリアロード
- エヌ・エフ・ユー
- エヌ・ケイ・クリエイト
- エヌジェイホールディングス
- NTT印刷
- NTTコム エンジニアリング
- NTTデータアイ
- NTTデータシステムズ
- NTTドコモビジネス
- NTTネクシア
- NTT東日本-東北
- NTTファシリティーズ
- NTTマーケティングアクトProCX
- エム・クルー
- Lee.ネットソリューションズ
- 遠鉄アシスト
- 大江戸コンサルタント
- オーエムエンジニアリング
- オピニオン
- オムロン エキスパートリンク
- GUTS
- カバーガールエンターテインメント
- ギグワークス
- 北里メディカルサービス
- 北村美術モデル紹介所
- キヤノンビジネスサポート
- キヤノンビズアテンダ
- キャリアバンク（札証・4834）
- キューアンドエー
- 近畿日本ツーリスト沖縄
- クリエアナブキ（JASDAQ・4336）
- クリナップキャリアサービス
- グローバルソフトウェア
- グロップ
- KTNソサエティ
- 京阪カインド
- KBC UNIE
- GOOYA
- コムシスシェアードサービス
- コンフィデンス
- ザ・アール
- サンレディース
- シーズプロモーション
- シーツービーテック
- Gファクトリー
- ジェーピーエヌ債権回収
- 慈恵実業
- シモデンスタッフサービス
- ジャパンモデルエージェンシー
- Surely
- 首都圏物流
- 情報技研
- 新東京エリート
- 新日本
- スタッフクリエイト
- スタッフサービス
- スプラウト・イット
- 清友
- ソラスト
- WDBホールディングス
- 筑豊観光
- チャージ
- ツーリストエキスパーツ
- 都築工業
- テクニカル・ユニオン
- テクノサービス
- テクノプロ・ホールディングス
- デジタルスケープ
- テスコ
- テルウェル西日本
- テルウェル東日本
- 東急プロパティマネジメント
- 東京海上日動キャリアサービス
- ドゥ・クリエーション
- 十印
- トーコー
- ドコモCS東北
- ドコモ・システムズ
- ドコモ・データコム
- トヨタアカウンティングサービス
- トヨタエンタプライズ
- トヨタすまいるライフ
- トライアロー
- トライアンフ
- トライグループ
- トランスコスモス
- ドルフィン
- ナースパワー
- ニイガタテクノウィング
- 日研トータルソーシング
- ニッコー
- ニデックグローバルサービス
- 日本郵政コーポレートサービス
- 日本学術講師会
- 日本技術センター
- ニュートラル
- ネオキャリア
- パーソルキャリア
- パーソルテンプスタッフ（東証1・2476）
- パソナグループ（東証プライム・2168）
  - パソナ（東証1・4332）
  - パソナキャリア
- バックスグループ（JASDAQ・4306）
- パーソルテンプスタッフカメイ
- パーソルエクセルHRパートナーズ
- パーソルビジネスプロセスデザイン
- パーソルホールディングス
- 阪神高速サービス
- ハンデックス
- ピーアンドピー・キャリア
- PE-BANK
- ピーエイ（東証スタンダード・4766）
- ビースタイルホールディングス（東証グロース・302A）
  - ビースタイルスマートキャリア
- ヒト・コミュニケーションズ
- ヒューマンインデックス
- ヒューマンタッチ
- ヒューマントラスト
- ヒューマントラストフロンティア
- ヒューマントラストホールディングス
- ヒューマンホールディングス
- ヒューマンリソシア
- フジスタッフ（JASDAQ・4721）→ランスタッド
- プールヴーモデル紹介所
- ブリッジグループ
- フルキャスト (人材派遣会社)
- フルキャストアドバンス
- フルキャストホールディングス
- ブレインウッズ
- ベルキャリエール
- 北海道ジェイ・アール・サービスネット
- マイサポート
- マイスターエンジニアリング
- マイワーク
- マンパワーグループ
- 三井情報
- みどり会
- ムービンストラテジックキャリア
- メイツ中国
- メッドライン
- メディカル・プラネット
- メディカルリソース
- ヤマハ発動機ビズパートナー
- ヤマハビジネスサポート
- UTエイム
- Uniiique
- 夢真ホールディングス→夢真ビーネックスグループ→オープンアップグループ
- 幼児活動研究会
- ライクスタッフィング
- ライフワンズ
- ライク（東証プライム・2462）
- ランスタッド (日本 2011年-)
- LIXIL住生活ソリューション
- リクルートR&Dスタッフィング
- リゾートトラスト（東証プライム・4681）
- リクルートスタッフィング
- 旅行綜研
- ログロール
- ワァークスジャパン
- ワーサル
- ワールドインテック
- ワイズ
- キャリア（東証グロース・6198）
- デジタルスケープ（ヘラクレス・2430）

### コールセンター事業
- 富士ソフトサービスビューロ（東証スタンダード・6188）
- プレステージ・インターナショナル（東証プライム・4290）
- アイエスエフネットライフ
- アルティウスリンク
- EPファーマライン
- ヴィックスコミュニケーションズ
- NTT-ME
- NTTネクシア
- NTTマーケティングアクトProCX
- エムエム総研
- ギグワークス
- キューアンドエー
- コーカス
- コムテック
- サンリキュール
- Cプロデュース
- ジェイエムエス・ユナイテッド
- スカパー・カスタマーリレーションズ
- TMJ
- DIOジャパン
- テルウェル西日本
- テルウェル東日本
- 東京海上日動コミュニケーションズ
- 東洋テック
- ドコモ・サポート
- トランスコスモス
- ドリーム・アーツ
- 日本テレネット
- 日本ブレケケ
- パーソルコミュニケーションサービス
- ハウコム
- ビーウィズ（東証プライム・9216）
- ヤマトコンタクトサービス
- TACT

### 特定労働者派遣事業者
- アルプス技研（東証プライム・4641）
- Success Holders（東証グロース・4833）
- フォーラムエンジニアリング（東証プライム・7088）
- メイテック（東証プライム・9744）
- 夢テクノロジー（JASDAQ・2458）
- アクシオヘリックス
- アリアンツ・グローバルアシスタンス・ジャパン
- nmsホールディングス
- コーワメックス
- Cプロデュース
- テクノプロ
- パーソルR&D
- 日立システムズフィールドサービス
- VSN
- フォーラムエンジニアリング
- 富士ソフトサービスビューロ

## 施設運営会社
- アーキエムズ（駐輪場運営）
- アクセス国際ネットワーク（AXESSの運営）
- アット東京（データセンター運営）
- アップドリーム（音楽スタジオ運営）
- オペレーションサービス（公営競技施設運営）
- 大阪シティドーム（スタジアム施設運営）
- 北島三郎記念館（記念館運営）
- 希望社（ウィークリー・マンスリーマンション他運営）
- 京都リサーチパーク（テクノパーク施設運営）
- 久留米リサーチ・パーク（テクノパーク施設運営）
- ケーエムシーコーポレーション（マリーナとボート保管施設運営）
- 神戸ウイングスタジアム（スタジアム運営）
- 国際デザインセンター（センター運営）
- 国技館サービス（両国国技館の運営 相撲茶屋）
- さいたまアリーナ（アリーナ施設運営）
- 札幌ドーム（スタジアム施設運営）
- JFE環境サービス（JFE関連の廃棄物処理施設・設備運営）
- 慈恵実業（東京慈恵会医科大学関連施設運営）
- セレモ（斎場運営）
- 中央競馬ピーアール・センター（センター運営）
- 中京テレビクリエイション（住宅展示場運営）
- てぃーだスクエア（ビジネス支援施設運営）
- デートピア（スタジオ運営）
- テルウェル東日本（NTT関連のセンター、図書館、社員食堂、社宅・独身寮、売店、ベーカリー他運営）
- テンダーラビングケアサービス（保育関連施設運営）
- 東京博善（火葬場、斎場運営）
- 東京ビッグサイト（展示場運営）
- 東京スタジアム (多目的スタジアム)（スタジアム施設運営）
- 東京ドーム (企業)（スタジアム施設運営）
- 豊田スタジアム（スタジアム施設運営）
- 富山市民プラザ（複合施設運営）
- 名古屋美術倶楽部（ギャラリー運営）
- ナゴヤドーム（スタジアム施設運営）
- 日本トーター（公営競技施設と設備運営）
- JPIX（インターネットエクスチェンジ運営）
- 日本エコシステム（競技場設備、交通設備など）
- 日本コンベンションサービス（展示場やホールの管理運営）
- ヒトトヒト（警備とビル運営）
- 日本ハウズイング（マンション管理）
- ネットフォレスト（ネットワーク & サーバー運営）
- Noisy（音楽スタジオ運営）
- ハイレゾ（データセンター運営）
- バカラ（スタジオ運営）
- 5G JAPAN（基地局運営）
- FunTre（保育所運営）
- 藤枝江﨑新聞店（藤枝市民会館運営など）
- 富士オフィス&ライフサービス（老人介護や保育園、能力開発センター運営）
- フジランド（フジサンケイグループ内企業の社員食堂や福利厚生施設運営）
- フルタイムシステム（宅配ボックス, マンションインフラなど）
- ホークスタウン（スタジアム施設運営）
- 街活性室（公共施設運営）
- まちづくり福井（市内チャレンジショップや交流施設運営）
- まちづくり松山（市内インフォメーションセンター、交流センターなど）
- ミュージックバンカー（スタジオ運営）
- 横浜アリーナ（アリーナ施設運営）
- 横浜スタジアム（スタジアム運営）
- シニアスタイル（老人ホーム）
- 光ハイツ・ヴェラス（老人ホーム、札証アンビシャス・2137）
- SOMPOケア（老人ホーム）

### 商業施設運営会社
レストラン等外食事業者は#外食産業を参照
- アイジャパン
- アトレ
- 穴吹エンタープライズ
- アニヴェルセル
- アンデックス
- イオンファンタジー（東証プライム・4343）
- 一條
- 精養軒（東証スタンダード・9734）
- エス・デー
- m&n Group
- MCCマネジメント
- 近江鉄道
- OPA
- 小樽ベイシティ開発
- 花月園観光（東証2・9674）
- 関電アメニックス
- キンコーズ・ジャパン
- クリエイト・ダイニング
- こうべ未来都市機構
- さぬき市SA公社
- 三龍社
- JR徳島駅ビル開発
- JBハイウェイサービス
- JALUX
- 首都高速道路サービス
- ジョイパックレジャー
- 新横浜ラーメン博物館
- ストライプインターナショナル
- スポルティーバエンターテイメント
- 西武プロパティーズ
- 西武リアルティソリューションズ
- 仙台ターミナルビル
- 全日空商事
- ソニー・クリエイティブプロダクツ
- たいはっくる
- タカミヤ (福岡県)
- 中和石油
- ティー・アンド・ジー
- テルウェル東日本
- テレステーション
- テイクアンドギヴ・ニーズ
- 東京會舘（東証スタンダード・9701）
- 東京ドーム（東証1・9681）
- 東武緑地
- ときわ (企業)
- 中日本エクシス
- 西日本高速道路サービス・ホールディングス
- 西日本高速道路ロジスティックス
- ニック産業 (企業)
- ニッポン放送プロジェクト
- ネクスコ東日本エリアトラクト
- ノバレーゼ
- Pirates Factory
- バルテック
- 阪急産業
- 阪神コンテンツリンク
- PICAリゾート
- ヒラキ
- 広電宮島ガーデン
- ファーム (愛媛県)
- 富士通ホーム&オフィスサービス
- プラザ開発
- ブラス（東証スタンダード・2424）
- プラン ドゥ シー
- ホットマン
- 舞浜コーポレーション
- 益子焼窯元共販センター
- 益子焼つかもと
- マツモトキヨシ中四国販売
- 丸井
- 御園座（名証メイン・9664）
- ユアエルム
- 郵便局物販サービス

### 鉄道系施設運営企業/鉄道駅の構内商業施設運営企業
鉄道事業者/日本の鉄道事業者一覧　ステーションサービス　も参照
- 井筒屋
- エキ・リテール・サービス阪急阪神
- 大阪メトロサービス
- 小田急商事
- 小田急レストランシステム
- 北九州駅弁当
- 九州旅客鉄道（東証プライム・9142）
  - JR九州駅ビルホールディングス
  - JR九州リテール
- 近鉄リテーリング
- 京急ロイヤルフーズ
- 京阪ザ・ストア
- 京阪流通システムズ
- 京成フロンティア企画
- 山陽フレンズ
- 神鉄観光
- 神鉄コミュニティサービス
- 横浜交通開発
- 四国キヨスク
- 東海軒
- 東海旅客鉄道（東証プライム・9022）
  - ジェイアール東海関西開発
  - ジェイアール東海パッセンジャーズ
- 東筑軒
- 西日本旅客鉄道（東証プライム・9021）
  - ジェイアールサービスネット福岡
  - ジェイアール西日本デイリーサービスネット
  - ジェイアール西日本フードサービスネット
  - JR西日本メンテック
- 東日本旅客鉄道（東証プライム・9020）
  - 宇都宮ステーション開発
  - JR千葉鉄道サービス
  - JR長野鉄道サービス
  - JR東日本青森商業開発
  - JR東日本運輸サービス
  - JR東日本クロスステーション
  - ジェイアール東日本都市開発
  - JR東日本新潟シティクリエイト
  - JR水戸鉄道サービス
  - 高崎ターミナルビル
- 北海道キヨスク
- メトロフードサービス
- レストラン京王
- 京王設備サービス

### 空港運営者
- 大阪国際空港ターミナル
- 関西エアポート
- 関西国際空港土地保有
- 新関西国際空港
- 仙台国際空港
- 高松空港
- 中部国際空港
- 東京都港湾局
- 南紀白浜エアポート
- 福岡国際空港
- 成田国際空港
- 北海道エアポート

### ホテル運営会社
#ホテル（ホスピタリティ産業）も参照
- 大江戸温泉物語ホテルズ&リゾーツ
- 長島観光開発
- ニューオータニ
- 藤田観光
- プリンスホテル
- 星野リゾート
- ホテルオークラ
- リゾートトラスト
- JRホテルグループ
  - JR九州ステーションホテル小倉
  - JR九州ホテルズ
  - ジェイアール東海ホテルズ
  - ジェイアール西日本デイリーサービスネット
  - JR西日本中国メンテック
  - JR東日本東北総合サービス
  - JR東日本新潟シティクリエイト
  - JR北海道ホテルズ
- アールエヌティーホテルズ
- IHG・ANA・ホテルズグループジャパン
- 秋田ステーションビル
- 熱海後楽園ホテル
- アゴーラ・ホスピタリティー・グループ
- あさやホテル
- 穴吹エンタープライズ
- アパグループ
- アメイズ
- アンビ・ア
- アンビックス
- 池の平ホテル&リゾーツ
- イシン・ホテルズ・グループ
- 伊勢志摩リゾートマネジメント
- 伊東園ホテルズ
- 今治国際ホテル
- イワクラホーム
- 岩手ホテルアンドリゾート
- イントランス
- 上田東急REIホテル
- ウェルビー
- 浦和ロイヤルパインズ
- 雲仙観光ホテル
- HRTニューオータニ
- ABホテル
- エスパシオエンタープライズ
- エフ・イー・ティーシステム
- エルセラーン化粧品
- 遠鉄観光開発
- 大分センチュリーホテル
- オークラニッコーホテルマネジメント
- オークラホテル
- 大阪府市町村職員共済組合
- オーワ (愛知県)
- 奥尻観光 (企業)
- 奥飛観光開発
- 小田急リゾーツ
- オリーブベイホテル
- オリックス・ホテルマネジメント
- カーブドッチ
- 加賀屋
- カクイチ
- 甲子高原フジヤホテル
- 賢島宝生苑
- 勝毎ホールディングス
- カトープレジャーグループ
- 金沢スカイホテル
- 金沢ニューグランドホテル
- かねはら
- 金秀商事
- 上村建設工業
- 鴨川グランドホテル
- 加森観光
- Colours International
- Karakami HOTELS&RESORTS
- かりゆし (企業)
- カンデオ・ホスピタリティ・マネジメント
- 関電アメニックス
- 紀鉄ホテル
- 岐阜グランドホテル
- 京都ホテル
- 共立メンテナンス（東証プライム・9616）
- キロロリゾートホールディングス
- 近鉄・都ホテルズ
- グッドイン
- 倉敷アイビースクエア
- グランドホテル神奈中
- グランビスタ ホテル&リゾート
- グリーンズ（東証スタンダード・6547）
- 呉竹荘
- ケイエスジャパン
- 京王プラザホテル
- 京王プラザホテル札幌
- 京王プレッソイン
- 京王プレリアホテル札幌
- 京急イーエックスイン
- 京成ホテル
- 京阪ホテルズ&リゾーツ
- ケーニヒスクローネ
- ケン不動産リース
- 神戸ポートピアホテル
- コート・ホテルズ・アンド・リゾーツ
- 郡山ビューホテル
- コロナワールド
- 埼玉グランドホテル
- 蔵王ロープウェイ
- ザ・キャピトルホテル東急
- サゴーエンタプライズ
- 札幌国際観光
- 札幌シャトレーゼ
- ザ・パークグレイス・ホテルズ
- サンエー (沖縄県)
- 三経本社
- 三交イン
- ジェム
- 四季リゾーツ
- 静岡鉄道
- 芝パークホテル
- 志摩スペイン村
- シャトレーゼリゾート八ヶ岳
- 聚楽
- 知床第一ホテル
- 信和ホテルズ
- スーパーホテル
- 鈴木商会
- スターホテル
- ストライダーズ
- 住友不動産ヴィラフォンテーヌ
- 生活の木
- 清純堂
- セラヴィリゾート泉郷
- 仙台国際ホテル
- 仙台ターミナルビル
- 相鉄ホテル
- 相鉄ホテルマネジメント
- ソラーレ ホテルズ アンド リゾーツ
- 第一観光開発
- 第一滝本館
- 第一ホテル (音更町)
- 第一寶亭留
- たいよう農園
- 大和ハウスリアルティマネジメント
- 大和リビングステイ
- タウンホテル
- タカガワ
- 高山グリーンホテル
- 宝エステートサービス
- 宝荘ホテル
- 滝野川自動車
- 俵屋旅館
- 千草ホテル
- 千葉京成ホテル
- チョイスホテルズジャパン
- 千代田セレモニー
- 翼
- 鶴雅ホールディングス
- DHC
- 帝国ホテル
- デスティネーション・リゾーツ＆ホテルズ・マネジメント
- ザ・テラスホテルズ
- 東急ホテルズ
  - 東急シェアリング
  - 東急ホテルズ&リゾーツ
  - 東急リゾーツ&ステイ
  - 東急レクリエーション
- 東京ドームホテル
- 東京ドーム・リゾートオペレーションズ
- 東京ベイ舞浜ホテル (企業)
- 東都自動車グループ
- 東武興業
- 東武ホテルマネジメント
- 東武緑地
- 東洋観光
- 東横イン
- トーホウリゾート
- 時之栖
- 富山地鉄ホテル
- 十和田観光電鉄
- 内藤ハウス
- 長電ホテルズ
- 長野ホテル犀北館
- ナクアホテル&リゾーツマネジメント
- 名古屋観光ホテル
- ナゴヤキャッスル
- 名古屋ヒルトン
- NAZUNA
- 成田ゲートウェイホテル
- 南西楽園リゾート
- 西鉄ホテルズ
- 日東エフシー
- 日本郵政
- ニデックグローバルサービス
- 日本ビューホテル
- 日本ホテル
- ニュージャパン観光
- 野口観光
- 登別グランドホテル
- パークサイドホテル広島平和公園前
- ハウステンボス
- 白馬樅の木ホテル
- 旅籠屋（GSエマージング・4807）
- はとバス
- バリュー・ザ・ホテル
- パレスホテル
- 阪急阪神ホテルズ
- 万松楼
- PGMホールディングス
- ビスタホテルマネジメント
- 日立リアルエステートパートナーズ
- 美唄自動車学校
- ひらまつ
- ファーストキャビンHD
- ファミリーイナダ
- フィーノホテルズ
- フェニックス (ホテル運営会社)
- フェニックスリゾート
- 富士屋ホテルチェーン
- ブライトンホテルズ
- プラザ開発
- プラン ドゥ シー
- ブリーズベイホテル
- ベッセル (不動産業)
- ホスピタリティオペレーションズ
- 法華クラブ
- ホテルアルファーワン
- ホテル一畑
- ホテル小田急
- ホテル京セラ
- ホテルグランヴィア大阪
- ホテルグランヴィア岡山
- ホテルグランヴィア広島
- ホテルグランドパレス徳島
- ホテル京阪
- ホテル国際21
- ホテルシーラックパル
- ホテルセンチュリーイカヤ
- ホテル椿館
- ホテルトヨタキャッスル
- ホテル十和田荘
- ホテル日航大阪
- ホテルニューアワジ
- ホテルニューグランド
- ホテルパーク
- ホテル百万石
- ホテルマネージメントインターナショナル
- ホテル三日月
- ホテルメトロポリタン長野
- ホテルモントレ
- ホテルルートイン
- ホテル1-2-3
- 本陣リゾート
- 万松楼
- マイステイズ・ホテル・マネジメント
- 松山総合開発
- マーチャント・バンカーズ（東証スタンダード・3121）
- マックアース
- 松島国際観光
- マリンピア (企業)
- 丸ノ内ホテル
- マンテンホテルグループ
- 万平ホテル
- 万葉倶楽部
- 三国観光産業
- 三井不動産ホテルマネジメント
- ミドルウッド
- みなみあいづ
- 宮平観光
- ミリアルリゾートホテルズ
- 名鉄犬山ホテル
- 名鉄イン
- 名鉄グランドホテル
- 名鉄トヨタホテル
- 目黒雅叙園
- 盛岡ターミナルビル
- 森トラスト・ホテルズ&リゾーツ
- ヤクシン (大分県の企業)
- 安田産業汽船
- ユアーズホテルフクイ
- ユアサ・フナショク
- UDS (企業)
- 湯快リゾート
- ヨコハマグランドインターコンチネンタルホテル
- 米沢ドライビングスクール
- よろづや観光
- リーガロイヤルホテル
- リーガロイヤルホテル東京
- リオ・ホテルズ
- リゾーツ琉球
- リソルホールディングス
- リビタ
- リブ・マックス
- レゴランド・ジャパン
- レンブラントホテルズアンドリゾーツ
- ロイ電器
- ロイヤルパークホテルズアンドリゾーツ
- ロッテシティホテル
- LOTTE Hotel Arai
- ワシントンホテル (愛知県の企業)
- 稚内グランドホテル
- わらび座

### レジャー施設運営企業
- アセット・インベスターズ→マーチャント・バンカーズ 投融資のアレンジとホテル、ボウリング場などの運営
- メディアクリエイト（東証マザーズ・2451）
- ラウンドワン（東証プライム・4680）
- 穴吹エンタープライズ
- アミパラ
- アムリード
- イオンエンターテイメント
- イクティス
- 伊豆シャボテンリゾート（東証スタンダード・6819）
- 伊勢志摩リゾートマネジメント
- Airside
- 遠鉄観光開発
- 近江鉄道
- 大木家
- オークランド観光開発
- オリエンタルランド（東証プライム・4661）
- 海遊館
- 九州アフリカ・ライオン・サファリ
- 共和コーポレーション（東証スタンダード・6570）
- きんえい（東証スタンダード・9636）
- グランドボウル
- グリーンランドリゾート（東証スタンダード・9656）
- クロスプロジェクトグループ
- 京王ユース・プラザ
- 京急開発
- 京阪レジャーサービス
- KCJ GROUP
- 小泉アフリカ・ライオン・サファリ
- ゴールドエッグス
- サードプラネット
- サンリバー
- ジー・ピー・エー・コーポレーション
- GENDA（東証グロース・9166）
- ジョイプラザ
- 常磐興産（東証スタンダード・9675）
- シン・コーポレーション
- 鈴木商会
- スタンダード
- 泉陽興業
- ソユー
- ソーシャル・エコロジー・プロジェクト→伊豆シャボテンリゾート
- 第一観光開発
- TOAI
- DORAMA
- 長島観光開発
- 南都
- 日新観光
- 日本スキー場開発（東証グロース・6040）
- ノヴィル
- B&V
- 平川商事
- フリークス コア
- 北東商事
- マタハリーエンターテイメント
- マックアース
- 松原興産
- 三国観光産業
- 三井グリーンランド→グリーンランドリゾート
- 名鉄インプレス
- 名鉄エリアパートナーズ
- 山崎屋
- ユー・エス・ジェイ（東証マザーズ・2142）
- よみうりランド
- りんゆう観光
- ルルアーク
- レジャラン
- ワイドレジャー

### 駐車場運営会社
- IHI運搬機械
- アップルパーク
- イチネンパーキング
- 宇都宮ステーション開発
- 宇野不動産
- エスピー産業
- NTTル・パルク
- 小田急不動産
- カモ井加工紙
- 吉祥寺駐車場
- 近鉄不動産
- 群馬バス
- 京王不動産
- 京成不動産
- 京阪カインド
- 神戸住環境整備公社
- 札幌市交通事業振興公社
- 三交不動産
- 三洋ホールディングス
- ジェイアール東海関西開発
- JR西日本中国メンテック
- JR西日本金沢メンテック
- ジェイアールバステック
- JR東日本東北総合サービス
- 慈恵実業
- 首都高速道路サービス
- ショウワ電技研
- 西武プロパティーズ
- 大和ハウスパーキング
- 大和リース
- 東都
- 東武ステーションサービス
- 東武ビルマネジメント
- 富山県企業局
- 富山電気ビルデイング
- トラストホールディングス
- 奈交サービス
- 西鉄ステーションサービス
- 日本製紙総合開発
- 日本駐車場開発
- 日本パーキング
- パーク24
- パラカ
- 阪神高速サービス
- ホクレン商事
- 北海道ジェイ・アール・サービスネット
- 三井不動産リアルティ
- 三菱地所パークス
- 名鉄協商
- リウボウ
- リブ・マックス

### ゴルフ場運営管理会社
- アイランドゴルフ
- アコーディア・ゴルフ（東証1・2131）
- アンビックス
- 宇高国道フェリー
- 恵庭開発
- 加森観光
- 関電アメニックス
- 樟葉パブリック・ゴルフ・コース
- 京王レクリエーション
- 光丘
- 国際興業
- 札幌カントリー倶楽部
- 札幌シャトレーゼ
- JR九州リゾート開発
- シャトレーゼホールディングス
- セガサミーゴルフエンタテインメント
- 太平洋クラブ
- タカガワ
- 東武興業
- PGMホールディングス
- ホウライ
- マックアース
- 横浜国際ゴルフ倶楽部
- ワカサリゾート
- ワシントンホテル（愛知県）

## レンタル業
レンタルビデオ#代表的なレンタルビデオチェーン店　も参照
- シチエ→ウェアハウス
- コーユーレンティア（東証スタンダード・7081）
- タカミヤ（大阪府）（東証プライム・2445）
- 日本パレットプール （東証スタンダード・4690）
- ウェアハウス（東証1・4724）→ゲオ
- MediVR
- アイ・エム・アイ
- アクティオ
- ASNOVA（東証グロース・9223）
- あらき
- アルゴ（新潟県）
- イングスJBS
- エアークローゼット（東証グロース・9557）
- エアトランセ
- エクスコムグローバル
- NRS
- オー・エンターテイメント
- Casie
- カナモト（東証プライム・9678）
- カルチュア・コンビニエンス・クラブ（東証1・4756）
- キナン
- 北日本建材リース
- 共成レンテム（東証2・9680）
- 銀座セカンドライフ
- ケア・フリー静岡
- KRH
- KKL
- ゲオネットワークス
- GOGOオフィス
- コーユーイノテックス
- コムシス通産
- 近藤産興
- サコス（東証スタンダード・9641）
- 三協フロンテア（東証スタンダード・9639）
- サニクリーン
- シーティーエス（東証プライム・4345）（長野県）
- JECC
- シガドライウィザース
- ジャパン・レンタル・アソシエーション
- JALエービーシー
- ジョイフル恵利
- 上昇
- 鈴乃屋
- スズヒロフォークリフト
- ソーキ
- ソーシャルワイヤー
- ダイサン（東証スタンダード・4750）
- 太陽建機レンタル
- DMM.com
- DMM.com Base
- テクノレント
- デジタルコマース
- テックス
- テレコムスクエア
- 天翔ビルディング
- 土井産業
- トップカルチャー
- DORAMA
- ナオ
- ナガワ（東証プライム・9663）
- 南部興産
- 西尾レントオール（東証プライム・9699）
- ニッパンレンタル（JASDAQ・4669）
- 日本ケアサプライ（東証スタンダード・2393）
- ニシケン
- 日本パレットプール
- 日本パレットレンタル
- ニッポンレンタカーサービス
- ニデックグローバルサービス
- 日本ドライ
- 日本ビソー
- 日本レンタルカメラ
- ニューコ・ワン
- 野沢園
- はれのひ
- ビデオサービス
- 福樂
- 富士オート
- メディアステーションポパイ
- ヤマシタ
- ユーピーアール（東証スタンダード・7065）
- ユニバーサル園芸社（東証スタンダード・6061）
- 横河レンタ・リース
- 旅行綜研
- レックス
- レンタルのニッケン
- ロイ電器
- ONEデザインズ

## リース事業者
- イチネン
- システム・ロケーション（東証スタンダード・2480）
- 東海リース（東証スタンダード・9761）リース（レンタル）及び販売
- 日建工学（東証スタンダード・9767）製造鋼製型枠のリース
- ACSリース
- 秋田グランドリース
- アライドテレシスキャピタルジャパン
- SFIリーシング
- NRS
- NECキャピタルソリューション
- NX商事
- エヌ・エフ・ユー
- NTTファイナンス
- エムジーリース
- オリックス
- オリックス自動車
- 片桐機械
- キムラ
- 九州リースサービス
- 共友リース
- 紀陽リース・キャピタル
- 京阪商会
- コムシス通産
- サコス
- JR東日本レンタリース
- JA三井リース
- JECC
- しがぎんリース・キャピタル
- しぐまリース
- 慈恵実業
- 清水総合リース
- 清水リース&カード
- シャープファイナンス
- ジャルキャピタル
- 昭和リース
- 新生コベルコリース
- 住友三井オートサービス
- 積水リース
- セントラルリーシングシステム
- 総合メディカル
- 大和リース
- 東京ガスリース
- 東京センチュリー
- 東銀リース
- 東邦リース
- トーカイ
- トヨタファイナンス
- ドンリースアンドレンタル
- 中道リース
- ニシケン
- 西鉄エム・テック
- ニチイ学館
- 日医リース
- 日産フィナンシャルサービス
- ニッセイ・リース
- ニッポンレンタカーサービス
- ニデックグローバルサービス
- 日本教育情報機器
- 日本GE
- 浜銀ファイナンス
- フィデアリース
- ふくぎんリース
- 富士通リース
- 芙蓉オートリース
- 芙蓉総合リース
- 丸紅建材リース
- みずほ東芝リース
- みずほリース
- 三井住友トラスト・パナソニックファイナンス
- 三井住友ファイナンス&リース
- 三菱オートリース
- 三菱自動車ファイナンス
- 三菱電機フィナンシャルソリューションズ
- 三菱HCキャピタル
- 三八五オートリース
- 明治ナイスデイ
- 山銀リース
- ユウガ
- 横河レンタ・リース
- リアライズコーポレーション
- リコーリース
- りそなリース

## エステティック業
- ラ・パルレ（JASDAQ・4357）
- バイオテクノロジービューティー バイオエステBTB 痩身エステ・セルライト対策
- アスクリンク→ジパング（リラクゼーション事業）
- コンヴァノ（東証グロース・6574）ネイルサロン運営
- イーグラント・コーポレーション
- シェイプアップハウス
- Studio Rush
- すてらめいと・ジャパン
- スリムビューティハウス
- TBCグループ・メンズTBC・エステティックTBC
- PMKメディカルラボ
- p-Grandi
- ビ・メーク
- ビューティーラボラトリー
- 不二ビューティ
- ブルーム・クラシック
- ボックスグループ
- ロイヤル商事
- エステdeミロード
- エル
- ケサランパサラン
- すてらめいと・ジャパン
- スニーズ
- スリムビューティハウス
- ビューティーラボラトリー
- ミュゼプラチナム

## 洗濯・理容・美容・浴場業
- エリコネイル
- ダッシングディバインターナショナル
- ニュージャパン観光

### 理容業・美容業
- 田谷（東証スタンダード・4679）
- ウカ
- エム・エイチ・グループ
- ケンジ
- 佐和子の店
- サン・クエスト
- TJ天気予報
- PAPA'S & MAMA'S
- 阪南理美容
- プロケアラボ
- モードケイズ

### 洗濯業
- きょくとう（東証スタンダード・2300）
- 中園化学
- 白洋舍（東証スタンダード・9731）
- WASHハウス（東証グロース・6537）コインランドリーチェーン展開
- 小野寺ドライクリーニング工場
- 神奈中商事
- シガドライウィザース
- シロヤパリガン
- ダイヤクリーニング
- タカケンサンシャイン
- 東宝物産
- 中園化学
- 日本さわやかグループ
- ハッピー（京都府宇治市）
- 穂高
- 舞浜ビジネスサービス
- ヤングドライ
- ユーゴー
- リゾートコスチューミングサービス

### リネンサプライ業
- ジェイアール西日本リネン
- 新日本ウエックス
- 中央リネンサプライ
- トーカイ
- トーカイ（四国）
- ヤマシタ
- ロイヤルネットワーク
- ワタキューセイモア

## 清掃業者
- NSハートフルサービス関西
- ナック（東証プライム・9788）
- 白青舎（JASDAQ・9736）清掃管理業務、警備業務、設備管理業務、環境衛生、防災対策を中心にしたトータルソリューション
- イナミコーポレーション
- 宇部総合サービス
- 神奈中商事
- 関西新幹線サービック
- 協栄
- 京成リテーリングネット
- 京阪ビルテクノサービス
- JR九州エンジニアリング
- ジェイアール東海総合ビルメンテナンス
- JFE東日本ジーエス
- シンエー
- 新紀トクソウグループ
- 西武総合企画
- セントラルメンテナンス
- ダスキン
- 調布清掃
- テルウェル西日本
- テルウェル東日本
- トーホービルサービス
- 成田空港美整社
- 南部縦貫
- 西日本旅客鉄道（東証プライム・9021）
  - ジェイアール西日本総合ビルサービス
  - JR西日本中国メンテック
  - JR西日本メンテック
- 東日本旅客鉄道（東証プライム・9020）
  - JR高崎鉄道サービス
  - JR千葉鉄道サービス
  - JR長野鉄道サービス
  - JR新潟鉄道サービス
  - JR東日本運輸サービス
  - JR東日本環境アクセス
  - JR東日本テクノサービス
  - JR東日本テクノハートTESSEI
- 富士通ホーム&オフィスサービス
- 北海道クリーン・システム
- 名鉄エリアパートナーズ

## 害虫・害獣駆除事業者
- ダスキン（東証プライム・4665）
- アサンテ（東証プライム・6073）
- サニックスホールディングス（東証スタンダード・4651）
- ユニビオ（GSオーディナリー・2482）シロアリ予防、防水、塗装工事などの建物メンテナンス、工事資材の販売。
- フジコー（東証2・2405） 食品系リサイクル事業 · 建設系リサイクル事業 · 白蟻解体工事 · 森林発電事業
- 雨宮
- キャッツ
- 国方防虫化学
- スピナ
- ダイナミック・サニート
- 西日本シロアリ
- NITTOH
- ピコイ
- 広島県薬業
- ランバーテック（松本市）

## 廃棄物処理業者
- ダイセキ（東証プライム・9793）
  - ダイセキ環境ソリューション
- TREホールディングス（東証プライム・9247）
  - タケエイ（東証1・2151）
- ミダックホールディングス（東証プライム・6564）
- 要興業（東証スタンダード・6566）総合廃棄物処理業
- リファインバースグループ（東証グロース・7375）廃材再資源化、マテリアルリサイクルを実現する循環イノベーション企業
- アイザック
- 伊方サービス
- 石坂産業
- ウム・ヴェルト
- ウィル・エンジニアリング・テクノロジー
- エコ計画
- NKリサイクル
- エバークリーン
- 愛媛県廃棄物処理センター
- オオノ開発
- オリックス資源循環
- 関西トクヤマ
- 環境資源ギャラリー
- 岐本金属
- 釧路衛星
- 釧路厚生社
- 近藤産興
- サニックスホールディングス
- サンワ中部
- サンコーリサイクル
- ジオレ・ジャパン
- JFE東日本ジーエス
- ジェムカ
- 青南商事
- 成友興業
- 仙台環境開発
- 大興
- 大栄環境グループ
  - 大栄環境
- 大成紙業
- ダイトーリサイクルサービス
- チョウビ工業
- 東京パワーテクノロジー
- 東京臨海リサイクルパワー
- DOWAエコシステム
- DOWAホールディングス
- 西田興産
- 日本総業
- 日興サービス
- フルサワ
- 北清企業
- 三重中央開発

## オフィスに関するサービス業
- ウチダエスコ（東証スタンダード・4699）
- 名護イーテクノロジー
- ダイオーズ（東証プライム・4653）ウォーターサーバー、オフィスコーヒー、オフィスクリーンサービス
- エプコ（東証スタンダード・2311）
- アクサ収納サービス
- イトーキ
- エルアイ武田
- オーパス
- バルテック
- オフィス企画
- オフィスコム
- オフィス設計
- オフィス・デポ・ジャパン
- オフィスバスターズ
- カウネット
- コムテック
- サーブコープジャパン
- サンリキュール
- JR西日本中国メンテック
- ジェイエムエス・ユナイテッド
- 商船三井キャリアサポート
- シンエー
- ソニー・ミュージックソリューションズ
- 大丸
- テープリライト
- テルウェル西日本
- テルウェル東日本
- 天翔ビルディング
- トキワオフィスプランニング
- 豊通オフィスサービス
- 日本テレネット
- ネットプラン
- パーソルビジネスプロセスデザイン
- PE-BANK
- 日立リアルエステートパートナーズ
- 富士オフィス&ライフサービス
- 富士通ホーム&オフィスサービス
- 舞浜ビジネスサービス
- 明治ナイスデイ
- ユニマット

## ソリューションサービス業
- ぴあ（東証プライム・4337）
- フルキャストテクノロジー→夢テクノロジー エンジニア派遣事業/トータルソリューション
- IHIエスキューブ
- アパレルウェブ
- アルティウスリンク
- アルファポイント
- イムラ
- Interop Tokyo
- ヴィックスコミュニケーションズ
- NTT-ME
- NTTアーバンバリューサポート
- NTTデータルウィーブ
- NTTメディアサプライ
- Lee.ネットソリューションズ
- オーユーシステム
- 沖電気工業
- オフィス・デポ・ジャパン
- カワセコンピュータサプライ
- 関西テレビソフトウェア
- KISCO
- キヤノンプリントスクエア
- キヤノンマーケティングジャパン
- QTnet
- キンコーズ・ジャパン
- 久米設計
- コサインネットワークス
- サクセスネットワークス
- ザッパラス
- サンコー（北海道）
- サン電子
- サンリキュール
- G&Uシステムサービス
- GMOグローバルサイン・ホールディングス
- SeedC
- JR東日本メディア
- ジェットラン・テクノロジーズ
- 情報セキュリティ
- 西菱電機（東証スタンダード・4341）
- ゼネラルアサヒ
- ソニーマーケティング
- ソフトコム
- SBテクノロジー
- 高千穂交易
- ディーエムエス
- ディ・ティ・エスインベストメント
- デジタルホールディングス
- テルウェル東日本
- トータル・オフィス・プランニング
- トッパン エディトリアル コミュニケーションズ
- ナノ・メディア
- NXクーリエサービス
- NXハートフル
- 日本製鉄
- 日本電気
- 日本電気通信システム
- 日本ヒューレット・パッカード
- パーソルキャリア
- Packcity Japan
- パナソニック デバイスSUNX
- パラソル
- バルテック
- PE-BANK
- ビープラッツ
- ビジコム
- 日立システムズフィールドサービス
- 日立社会情報サービス
- Bit-drive
- Vpon
- 複製印刷
- 富士オフィス&ライフサービス
- 富士テクノソリューションズ（GSエマージング・2336）
- FROM JAPAN
- ブランジスタ（東証グロース・6176）企業プロモーション支援を目的とした電子雑誌/ソリューションサービス
- ホーコーズ
- 豆蔵ホールディングス
- Mail Boxes Etc.
- メディアテック（大阪市）
- モバイルマーケティングソリューション協議会
- 横河電機
- 淀川工技社
- ラック
- YE DIGITAL
- ワイズナット

## システムインテグレーション
システムインテグレーター#日本のシステムインテグレーター　を参照
- ダブルクリック（ヘラクレス・4841）→トランス・コスモス（経済産業省登録システムインテグレータ）（関東経済産業局所管）
- データリンクス（JASDAQ・2145）→DTS (情報システム)（経済産業省登録システムインテグレータ）（関東経済産業局所管）
- 住商情報システム→SCSK システムインテグレーター

### ソリューションプロバイダ
- ACN
- 大塚商会
- サイプレス・ソリューションズ
- 三洋コンピュータ
- ソニーペイメントサービス
- ディアイスクエア
- テクノスジャパン
- デル
- 日本アリバ
- パナソニック コネクト
- PSソリューションズ
- ビームス
- ビジネスエンジニアリング

## メンテナンスに関するサービス業
- 丸誠（JASDAQ・2434）
- IHIインフラ建設
- IHI運搬機械
- IHI回転機械エンジニアリング
- アイエスエイ
- 朝日建物管理
- アネシス
- アミカン
- アリアンツ・グローバルアシスタンス・ジャパン
- イチネンホールディングス
- ウォーターデザイン
- 宇部総合サービス
- aero lab international
- エーシーテクノサンヨー
- NECフィールディング
- NKSコーポレーション
- NTT-ME
- Mテック
- オーパス
- オーエンス
- 大阪テクノクラート
- 関西新幹線サービック
- かんでんエンジニアリング
- 関電工
- カンネツ
- 九電工
- キングラン
- クラシアン
- グリーンアンドアーツ
- KTNソサエティ
- 京阪ビルテクノサービス
- 国際セーフティー
- 札幌交通機械
- JFE東日本ジーエス
- JFEプラントエンジ
- JECC
- シムックス
- ジャパンエレベーターサービスホールディングス
- しろくま電力
- 首都高技術
- ショウワサービス
- シンエー
- 新幹線メンテナンス東海
- 新日本熱学
- 伸和サービス
- ジャパンベストレスキューシステム（東証プライム・2453）
- ジャパンマテリアル（東証プライム・6055）
- スバル興業（東証スタンダード・9632）
- 住友電工テクニカルソリューションズ
- 生活水道センター
- 西武総合企画
- ゼオライト
- セガ・ロジスティクスサービス
- 大都美装
- 大陽日酸エンジニアリング
- 宝エステートサービス
- 玉野機工
- ディーエムエス
- テルウェル西日本
- テルウェル東日本
- 土井産業
- 東海綜合警備保障
- 東京パワーテクノロジー
- 東菱機械
- 東名スポーツ
- 都市拡業
- 長電テクニカルサービス
- 西日本プラント工業
- 西日本旅客鉄道（東証プライム・9021）
  - JR西日本金沢メンテック
  - JR西日本後藤テック
  - JR西日本中国メンテック
  - JR西日本メンテック
- NITTOH
- 日本エアロテック
- 日本リーテック
- 日本エネ製作
- 日本機械保線
- 日本メンテナスエンジニヤリング
- 日本ロードサービス
- ニチゾウテック（東証2・4654）
- 日信電子サービス（東証2・4713）
- 日本空調サービス（東証プライム・4658）
- ノムラメディアス
- パナソニックEWエンジニアリング
- ハル・インダストリ
- 阪神園芸
- バンダイナムコテクニカ
- バンダイロジパル
- 東日本旅客鉄道（東証プライム・9020）
  - JR秋田鉄道サービス
  - JR長野鉄道サービス
  - JR東日本テクノサービス
  - ジェイアール東日本メカトロサービス
  - JR東日本メカトロニクス
  - JR水戸鉄道サービス
  - JR盛岡鉄道サービス
- 日立システムズフィールドサービス
- 日立ビルシステム
- フィールドテック
- フォーサイド
- 富士通ホーム&オフィスサービス
- 北陸電力リビングサービス
- マイスターエンジニアリング（東証2・4695）
- 三菱電機メカトロニクスエンジニアリング
- 武庫川車両工業
- メイエレック
- 山新建装
- レカム

## 建築物管理業
建築物管理/日本の企業一覧 (マンション管理会社)　も参照
- 三機サービス（東証スタンダード・6044）（ビルメンテナンス）
- ベルックス（JASDAQ・4672） ホームセキュリティ、ビル設備・メンテンナンス、清掃
- 三幸 (ビルメンテナンス)（JASDAQ・4843）
- 大洋技研 (大阪府)　水処理装置及び関連機器の販売・メンテナンスサービス
- ハリマビステム（東証スタンダード・9780）ビルマネジメント、ビルメンテンス業務
- ビケンテクノ（東証スタンダード・9791）総合ビルメンテナンス会社・サニテーション（食品工場の製造ライン機器の洗浄・殺菌）
- ビルネット　総合ビルメンテナンス
- アール・エス・シー
- 朝日建物管理
- アトックス
- ALSOKビルサービス
- イオンタウン
- イオンディライト（東証プライム・9787）
- イオンモール
- いすゞビルメンテナンス
- 宇部総合サービス
- NKSコーポレーション
- NTTアーバンバリューサポート
- MBM
- エンドーチェーン
- 小田急ビルサービス
- 菊池ビルサービス
- 九州旅客鉄道（東証プライム・9142）
  - JR大分シティ
  - JR鹿児島シティ
  - JR九州エンジニアリング
  - JR九州ビルマネジメント
  - JR小倉シティ
  - JR博多シティ
- 協栄
- キョウワグループ
- グローブシップ
- 京王設備サービス
- 京急サービス
- 京阪カインド
- ケントク
- ことでんサービス
- サイオー
- サントリーパブリシティサービス
- JFE東日本ジーエス
- 清水地所
- 伸和サービス
- 西武総合企画
- セントラルリーシングシステム
- 相鉄企業
- ダイケンビルサービス
- 大成（愛知県）（名証2・4649）
- 宝エステートサービス
- 中京テレビサービス
- テスコ
- テルウェル西日本
- テルウェル東日本
- 東海旅客鉄道（東証プライム・9022）
  - 関西新幹線サービック
  - ジェイアール東海総合ビルメンテナンス
  - セントラルメンテナンス
  - 東海整備
- 東急コミュニティー
- 東急プロパティマネジメント
- 東京海上日動ファシリティーズ
- 東京美装興業
- トーコー設備
- 南海ビルサービス
- 西日本旅客鉄道（東証プライム・9021）
  - JR西日本アーバン開発
  - JR西日本ステーションシティ
  - ジェイアール西日本総合ビルサービス
  - JR西日本中国メンテック
  - JR西日本不動産開発
  - JR西日本メンテック
- 日本管財
- 日本美装
- 東日本旅客鉄道（東証プライム・9020）
  - JR秋田鉄道サービス
  - JR千葉鉄道サービス
  - JR長野鉄道サービス
  - JR東日本環境アクセス
  - JR東日本ビルテック
  - JR盛岡鉄道サービス
- 日立ビルシステム
- 日立リアルエステートパートナーズ
- 富士通ホーム&オフィスサービス
- 北電興業
- 毎日興業
- マンション管理業
- 三井不動産ファシリティーズ
- 三井不動産ファシリティーズ・ウエスト
- 三菱電機ビルソリューションズ
- 室蘭ビル管理

## 建築に関するサービス業
- アイナレッジ
- エヌ・シー・エヌ（東証スタンダード・7057）建築関連サポート
- アクアライン (企業)（東証グロース・6173）浸水・止水対策サービスの他ミネラルウォーター、宅配水ビジネス、
- ラックランド（東証プライム・9612）ビルの耐震診断・耐震改修
- ユニバーサルホーム（JASDAQ・4731）
- イエヒト
- N-Vision
- 日本総合住生活
- ピコイ
- MIZUSAPO

### リフォームに関する企業
- CHINTAI（JASDAQ・2420）
- 愛松建設
- アサヒグローバル
- いすゞビルドライフ
- 上村建設
- 永建ホーム
- エディオン
- NTPホールディングス
- エムビーエス
- 遠藤商事
- 大野建設
- 沖電開発
- 小田急ハウジング
- オノヤ
- オンテックス
- キムラ
- キャッツ
- くふう住まい
- groove agent
- ケイミュー
- コメリ
- 三洋ペイント
- サンリフォーム
- サンワハウス
- JR東日本ビルテック
- 住環境ジャパン
- 住居時間
- 新昭和
- 新日本ハウス（埼玉県）
- スズキビジネス
- スペースアップ
- 住友不動産
- 積水ハウスリフォーム
- セキチュー
- 創建
- 双日新都市開発
- 大成有楽不動産販売
- 大和ホーム
- 大和リビング
- タカカツホールディングス
- タッドファー
- 樽石
- デザインクラブ
- TOKAI
- 豊通ファシリティーズ
- 南海ビルサービス
- 西出興業
- 日昭
- NITTOH
- 日本ハウスホールディングス
- VARTIX
- パナソニック建設エンジニアリング
- フレッシュハウス
- フロンティア
- ベルテックス
- ホームプロ
- 誠建設工業
- 美樹工業
- ヤサカ
- 安江工務店
- 山岸
- ヤマニエコライフ
- ヤマヒサ
- 生活協同組合ユーコープ
- BXゆとりフォーム
- リノコ
- リビタ
- リフォームステーション
- 菱サ・ビルウェア
- ローカルワークス
- ワイドアルミ

## 情報処理・提供サービス業
- KG情報（東証スタンダード・2408）
- アクサ収納サービス
- ANET
- アパレルウェブ
- ウィルゲート
- ウェザーニューズ
- エナリス
- キーワードマーケティング
- サンリキュール
- シーエヌエス
- 大和情報サービス
- 中央調査社
- つなぐネットコミュニケーションズ
- デスクワン
- 内外切抜通信社
- 日外アソシエーツ
- ニッセン・クレジットサービス
- 日本信用情報機構
- 日本道路交通情報センター
- ネクスウェイ
- 馬券予想会社
- パシフィックシステム
- PE-BANK
- FROM JAPAN
- ミーカンパニー
- ミロク情報サービス
- メディアファイブ
- メトロエンジン
- リクルートスタッフィング情報サービス
- リジョブ

### 格付け機関
- 格付投資情報センター
- 第三者委員会報告書格付け委員会
- 日本格付研究所
- 日本グレード格付け管理委員会

### 情報処理サービス業
- IHIエスキューブ
- アイシーエス
- アイネス
- アジェンダ
- イーアイエス
- インフォテリア・オンライン
- 宇部情報システム
- HBA
- エヌ・ティ・ティ・データ・ウェーブ
- オーク情報システム
- オージス総研
- カワセコンピュータサプライ
- キヤノン電子テクノロジー
- 久留米情報システム
- コムシス情報システム
- サンコー（北海道）
- 三洋ITソリューションズ
- CAC Holdings
- シーネット
- セゾンテクノロジー
- TKC
- 電算
- 長野県協同電算
- ニーズウェル
- ハイパー
- ビーアイテック
- BSNアイネット
- 日立社会情報サービス
- ぷらら
- ベネッセインフォシェル
- 三菱総研DCS
- 山口システム開発
- 両毛システムズ
- YCC情報システム

### 鉄道情報システム業
- 鉄道情報システム
- アドバンストラフィックシステムズ
- 近鉄情報システム
- JR九州システムソリューションズ
- ジェイアール東海情報システム
- JR西日本ITソリューションズ
- JR東日本メカトロニクス
- JR四国情報システム
- ジェイアール総研情報システム
- JR東日本情報システム
- 北海道ジェイ・アール・システム開発
- ジェイアールシステム・エンジニアリング

### 不動産情報提供会社
- アットホーム
- くふう住まい
- ジープラスメディア
- 大和住販
- テルウェル西日本
- ナイス（神奈川県）
- ビッグ
- 不動産流通研究所
- LIFULL
- リブ・マックス

## ペイメントサービス業
- ウェルネット（東証スタンダード・2428）
- バリュー・クエスト
- イーコンテクスト（ヘラクレス・2448）決済サービス · 送金サービス　ECサイト支援サービス
- アイコール
- アクサ収納サービス
- AXES Payment
- アクリーティブ
- 朝日生命カードサービス
- イーペイメント
- ウェルネット
- ASJ
- SBペイメントサービス
- NTTインターネット
- エフレジ
- Orb
- カゼ・ネット
- Kyash
- コイニー
- GMOイプシロン
- GMOペイメントゲートウェイ
- スカパー・カスタマーリレーションズ
- スマレジ
- ソニーペイメントサービス
- ソフィア総合研究所
- 第一生命カードサービス
- テレコムクレジット
- 電算システム
- 電子公園
- ネットプロテクションズ
- バリュー・クエスト
- ビジネスラリアート
- Famiポート
- フォーサイド
- ペイジェント
- PayPay
- ペイメントファースト
- ベリトランス
- みずほ東芝リース
- みずほファクター
- メタップスペイメント
- ラクーン
- リコーリース

## 警備業
- 共栄セキュリティーサービス（東証スタンダード・7058）警備会社
- アール・エス・シー（東証スタンダード・4664）
- アラコム
- アルク
- ALSOK（東証プライム・2331）
  - アーバンセキュリティ
  - ALSOK近畿
  - ALSOK静岡
  - ALSOK昇日セキュリティサービス
  - ALSOK常駐警備
  - ALSOK東京
  - ALSOK東心
  - ALSOKビルサービス
  - ALSOK福島
  - ALSOK宮城
  - 青森綜合警備保障
  - 北関東綜合警備保障
  - 中京綜合警備保障
  - 東海綜合警備保障
- ウィンテック
- 宇部総合サービス
- ANAスカイビルサービス
- SSコミュニティー
- SPD
- NKSコーポレーション
- MBM
- 関電セキュリティ・オブ・ソサイエティ
- 協栄
- 京急サービス
- ケイ・ティ・ティ
- 警備開発
- ケンアンドスタッフ
- コアズ
- 国際セーフティー
- 三洋警備保障
- JR西日本中国メンテック
- ジェイ・エス・エス
- シミズオクト
- シムックス
- シンテイ警備
- 伸和サービス
- 鈴与セキュリティーサービス
- 西武総合企画
- セコム（東証プライム・9735）
  - アサヒセキュリティ
  - セコム上信越
  - セコム山陰
  - セコムジャスティック
  - セコムジャスティック秋田
  - セコムトセック
- セノン
- セントラル警備保障（東証プライム・9740）
- 全日警
- 第一警備保障
- 中央防犯アクトサービス
- チューリップライフ
- テイケイ
- テイシン警備
- 東急セキュリティ
- 東邦警備保障
- 東洋テック（東証スタンダード・9686）
- トスネット（東証スタンダード・4754）
- トヨタエンタプライズ
- 長野県パトロール
- にしけい
- 日月警備保障
- ニットー
- 日本ガード
- 日本総業
- 日本パナユーズ
- 日本ボディーガード協会
- 阪神プロテック
- 富士通ホーム&オフィスサービス
- フルキャストアドバンス
- 北陽警備保障
- 三菱電機ライフサービス
- ユニティガードシステム

## 娯楽産業
- オーエス（東証スタンダード・9637）
- 歌舞伎座（東証スタンダード・9661）
- 鉄人化ホールディングス（東証スタンダード・2404）
- 東急レクリエーション（東証スタンダード・9631）
- 東京テアトル（東証スタンダード・9633）

劇団については、日本の劇団一覧も参照。

### 興行業者
#プロモーター会社参照。

### 映画興行会社
- 簱興行
- 京都興行
- イオンエンターテイメント
- オー・エンターテイメント
- 関西共栄興行
- 國場組
- 佐々木興業
- 序破急 (企業)
- スバル興業
- 太陽グループ
- ティ・ジョイ
- ディノスシネマ
- ザ・テラスホテルズ
- TOHOシネマズ
- 中日本興業（名証メイン・9643）
- 南部興行
- 柏盛座
- 武蔵野興業（東証スタンダード・9635）
- ユナイテッド・シネマ

### スポーツ興行
- 東京都競馬（東証プライム・9672）
- 松戸公産（松戸競輪）
- PIST6（PIST6 Championshipの運営）
- ホッカイドウ競馬振興（門別競馬場）
- Dリーグ (企業)（プロ競技ダンス）
- スマッシュ・FEN（パンクラス）
- M-1スポーツメディア（K-1）
- Zuffa（UFC Japan）
- PRIDE FC WORLDWIDE
- ドリームファクトリーワールドワイド（RIZIN）
- ワールドビクトリーロード
- サステイン（修斗）
- DEEP事務局
- DANGAN（プロボクシングのイベント運営やプロモート、ボクシングジムの運営）
- 亀田プロモーション（プロボクシング関連のマネジメント業務）
- 帝拳（プロボクシングのイベント運営やプロモート、ボクシングジムの運営）
- TMK INTERNATIONAL（ボクシング興行の企画・運営）
- RISEクリエーション（RISE (格闘技の興行)）
- J-NETWORK（キックボクシング興行の運営）
- ブシロードファイト/Def Fellow（Knock Out）
- グッドルーザー（Krushを始めとするキックボクシングイベントの主催及び運営）
- ジーシーエムコミュニケーション（総合格闘技イベント「CAGE FORCE」等の経営）
- プロレス団体一覧
- IBLJ（四国アイランドリーグの運営）
- プロ野球チーム一覧#日本・運営会社 (日本プロ野球)
- ジャパン・プロフェッショナル・バスケットボールリーグ
- バスケットボール女子日本リーグ#チーム一覧
- 日本フットサルリーグ#加盟チーム
- 日本プロサッカーリーグ#クラブ一覧
- 日本女子プロサッカーリーグ#参入クラブ
- V.LEAGUE#チーム一覧

### 漫画喫茶・インターネットカフェ
- アプレシオ（名証セントレックス・2460）
- アクロス→有信アクロス（コミックバスター/コミックバスターNEOを運営）
- あらき（メディアカフェポパイを運営）
- アリオングループ（アリカフェを運営）
- エアーズネット（廃、エアーズカフェ各店を）
- エスシーサービス（廃、鳥取市内のスペースクリエイト自遊空間など）
- SDエンターテイメント（東証スタンダード・4650）
- 快活フロンティア（エースランドや快活CLUBを運営)
- カジ・コーポレーション（Funky timeやアイ・カフェ/サイバック(Cybac)など）
- クリアックス（カラNET24、まんが広場など運営）
- ゲオフロンティア（廃、ゲオカフェなどを）
- COMFORT FACTORY（ネットカフェ・ドロシーなど運営）
- 信用産業（メディアカフェポパイを運営）
- ジェイエス（メディアカフェポパイを運営）
- シティコミュニケーションズ（DiCE(ダイス) 池袋店を運営）
- シルクハットグループ（BAA@SE(ベース)を運営）
- スガイ・エンタテインメント→ゲオディノス
- ゲオディノス→SDエンターテイメント　マンガ・インターネットカフェ
- タイムス（メディアカフェポパイ、アットワン（@WAN)など運営）
- 中日ジューク（ネットカフェ19を運営）
- ディスクシティエンタテインメント（DiCEを運営）
- 鉄人化ホールディングス（AsylEsseを運営）
- テレトピア（中国地方のスペースクリエイト自遊空間を運営）
- 桃中軒（メディアカフェポパイを運営）
- バグース（ネットカフェBAGUSを運営）
- フォーチュン（まんがランドを運営）
- フューチャーマーケティング（メディアカフェポパイを運営）
- フジタコーポレーション（北海道の自遊空間を運営していた）
- フタバ図書（フタバ＠アットカフェを運営）
- フリークス コア（サイバーカフェ フリークスを運営）
- ベンチャーバンク（漫画喫茶ゲラゲラを運営）
- 堀川商事（メディアカフェポパイを運営）
- マタハリーエンターテイメント（インターネットカフェ BAA@SE(ベース)を運営）
- マンボー (インターネットカフェ)
- ゆにろーず（以前にスペースクリエイト自遊空間を運営）
- よしみつ（メディアカフェポパイ
- ランシステム（スペースクリエイト自遊空間を運営）

## ホスピタリティ関連企業
- 定期観光バス#運行している地域と事業者
- アドベンチャー（東証グロース・6030）格安航空券予約
- 東海観光→アゴーラ・ホスピタリティー・グループ（東証スタンダード・9704）

### ホテル
宿泊施設 - 日本の大規模ホテル一覧/SLホテル　も参照
- IHG・ANA・ホテルズグループジャパン
- 秋田ステーションビル
- 熱海後楽園ホテル
- 穴吹エンタープライズ
- アパグループ
- アメイズ
- アンビックス
- イワクラホーム
- ウェルビー
- ABホテル（東証スタンダード・6565）
- 大江戸温泉物語ホテルズ&リゾーツ
- ホテルオークラ
- 鴨川グランドホテル（JASDAQ・9695）
- CUBEホテルズインターナショナル（GSオーディナリー・2194）
- 京都ホテル（東証スタンダード・9723）
- JRホテルグループ
- 住友不動産ヴィラフォンテーヌ
- ザ・レジェンド・ホテルズ&トラスト→バディーグループ（GSオーディナリー・2189）
- デスティネーション・リゾーツ＆ホテルズ・マネジメント
- 長島観光開発
- 日本ビューホテル（東証1・6097）
- ニューオータニ
- ホテル、ニューグランド（東証スタンダード・9720）
- 万松楼
- 藤田観光（東証プライム・9722）
- 星野リゾート
- マイステイズ・ホテル・マネジメント
- 松山総合開発
- みなみあいづ
- 森観光トラスト→森トラスト・ホテルズ&リゾーツ
- ワシントンホテル（東証スタンダード・4691）（愛知県）
- ロイヤルホテル（東証スタンダード・9713）

### 旅行会社
旅行会社#主な旅行会社　も参照
- エボラブルアジア→エアトリ（東証プライム・6191）
- HANATOUR JAPAN（東証グロース・6561）
- IACEトラベル（東証スタンダード・343A）
- あおい交通
- 阿寒バス
- 秋田中央交通
- アップルワールド
- アドベンチャー（東証グロース・6030）
- 奄美エーストラベル
- 有本観光バス
- アルファポイント
- イオンコンパス
- 一休（東証1・2450）
- 伊予鉄トラベル
- WILLER
- WILLER TRAVEL
- エアトラベル徳島
- エアプラス
- エイチ・アイ・エス（東証プライム・9603）
- SBアド
- エフネス
- エムオーツーリスト
- 沿岸バス
- 遠州鉄道
- 大川陸運
- 沖縄ツーリスト
- 小田急トラベル
- オリオンツアー
- カープタクシー
- 海部観光
- Karakami Hotel＆Resorts（JASDAQ・9794）
- 加越能バス
- 関電アメニックス
- 岸和田観光バス
- 北日本観光自動車
- くしろバス
- クルーズプラネット
- KNT-CTホールディングス
  - 近畿日本ツーリスト
  - 近畿日本ツーリスト沖縄
  - クラブツーリズム
- 京王観光
- 京急観光
- 京成トラベルサービス
- KTNソサエティ
- 弘南観光開発
- 小松バス
- 西遊旅行
- さくら観光
- さとふる
- 三喜トラベルサービス
- サンマリンツアー
- ジーネット
- ジェイアール東海ツアーズ
- JR九州 旅行の窓口
- ジェイエッチシー
- JTB
- しまなみ
- ジャパングレイス
- ジャルパック
- 新日本ツーリスト（香川県）
- スイトトラベル
- スカイパックツアーズ
- Stepトラベル
- スリーオーセブンインターナショナル
- 生活の木
- 誠心物流
- 西武トラベル
- 瀬戸内しまなみリーディング
- 双日ツーリスト
- ターキッシュエア & トラベル
- 旅工房（東証グロース・6548）
- 旅悟空
- たびりずむ
- 中外旅行社
- ツアー・ウェーブ
- 通商航空サービス
- つくしの観光バス
- TSトラベルサービス
- 東京リビングサービス
- 東鉄観光
- 東武観光
- 東武トップツアーズ
- 東北アクセス
- 徳バス観光サービス
- 土佐くろしお鉄道
- TOPPANトラベルサービス
- 豊栄交通（広島県）
- トラビスジャパン
- トラベルラウンジ沼津
- 西鉄旅行
- ニッカ航空サービス
- 日中交流
- 日本通運
- 日本アジア文化センター
- 日本水陸観光
- 日本旅行
- 日本旅行・グローバルビジネストラベル
- 日本旅行東北
- 農協観光
- パーフェクトアイズ
- バイタルリード
- ハッコートラベル
- 阪急交通社
- 阪急阪神ビジネストラベル
- ビッグホリデー
- 日生運輸
- 美唄自動車学校
- ヒマラヤ観光開発
- ヒューマンビークル
- びゅうトラベルサービス
- びゅうプラザ
- 兵庫中央バス
- 平田観光
- ひろでん中国新聞旅行
- ファイブスタークルーズ
- 富士オフィス&ライフサービス
- フジ・トラベル・サービス
- 平成エンタープライズ
- 平和コーポレーション
- ベルトラ（東証グロース・7048）
- ベストワンドットコム（東証グロース・6577）
- 北振バス
- 北海道ジェイ・アール・サービスネット
- 北海道チャイナワーク
- 北海道ツアーズ
- ほていや
- マルナカツーリスト
- 三重交通
- みちのりトラベル東北
- 名鉄観光サービス
- 名阪近鉄旅行
- ヤサカグループ
- 山新観光
- 郵船トラベル
- ユナイテッドツアーズ
- ユーラシア旅行社（東証スタンダード・9376）
- 吉井観光バス
- 吉田ふるさと村
- 読売旅行
- 臨港コミュニティ
- ロイヤルホリデー
- ロウズ観光
- Loco Partners
- YBS T&L

## 自動車に関するサービス業
- KeePer技研（東証プライム・6036）
- アップルオートネットワーク
- NX沖縄イーテクノロジー
- システム・ロケーション
- 日産クリエイティブサービス

### 代行サービス業
- エイジス（東証スタンダード・4659）
- 有本観光バス
- アルピコタクシー
- 茨城オート
- 愛媛近鉄タクシー
- 沖縄交通
- ケーテー自動車工業
- 第一交通産業
- 中央タクシー（長野県）
- ちよだタクシー（広島県）
- テクノ（香川県）
- 東讃交通
- 野村交通
- 平和コーポレーション
- 北都交通（岩手県）
- 最上川交通
- 矢島タクシー
- 山口第一交通グループ
- わかばタクシー

### 中古車に関する企業
- アップルオートネットワーク
- 岩本モータース
- NGP (企業)
- GMOカーズ
- ティーバイティーホールディングス
- トラスキー
- トラスト (中古車輸出)
- トロイカ (中古車販売)
- 畑中自動車
- ビィ・フォアード
- フロンティアホールディングス
- ユー・エス・エス（東証プライム・4732）
- ユニオンエタニティ

### 自動車修理業
- 朝日カーメンテナンス
- イチネンホールディングス
- 大隅企業
- オノエンジニアリング
- カーコンビニ倶楽部
- 京成自動車整備
- コバック
- 三愛自動車工業
- 車検館
- 鈴木自工
- 住友三井オートサービス
- 関原自動車学校
- 東海車輌サービス
- Dr.Drive
- トヨタ小野グループ
- 永瀬石油
- 奈交自動車整備
- 西鉄エム・テック
- 日本ロードサービス
- 畑中自動車
- ファブリカホールディングス
- フジキュー整備
- ホリデー
- 山善工業
- ヤマトオートワークス
- ロジパルエクスプレス
- ワイズコーポレーション
- ワイ・ディー・シー

## 販売に関するサービス業
- アルファ（東証スタンダード・4760）
- フルテック（東証スタンダード・6546）
- コーラルカーム（GSエマージング・2187）
- 中家堂
- アカデミー出版
- アスタリスク
- ヴィレッジヴァンガードコーポレーション
- ケア・フリー静岡
- 津根マシンツール
- 日本テレビサービス
- NEW ART HOLDINGS
- ペンテ
- 星野書店
- マナテック
- モナヴィー

## 自動販売機サービス企業
- 八洋
- アペックス
- NECマグナスコミュニケーションズ
- NTTデータMSE
- FVジャパン
- グローリー
- 三立
- ジャパンビバレッジホールディングス
- シンクラン
- 西武商事
- トーヨーベンディング
- ニデックグローバルサービス
- ネオス
- ネッツエスアイ東洋
- 明治ナイスデイ

## スポーツ関連企業
興行は#スポーツ興行も参照。スタジアムやアリーナ施設運営は#施設運営会社参照
- AcroBats（アスリートマネジメントやセカンドキャリアサポ）
- アーシャルデザイン（アスリートエージェントテックを運営）
- Amazing Sports Lab Japan（サッカーに関する各種サービス）
- アンビックス（ゴルフ場経営や運動施設の運営受託）
- E-SPORTSCAFE（Eスポーツカフェ運営）
- ウエルネスライフ（スポーツ施設の企画、運営、指導管理・ライフガード受託など）
- 運動会屋（運動会の企画・運営・会場の確保・設営・撤去・備品の貸出し・スタッフの派遣サービス等）
- エクスドリーム・スポーツ（スポーツ指導サービス）
- NPBエンタープライズ（野球日本代表・侍ジャパン」に関連するグッズ販売やテレビ放映権管理など）
- FPC (企業)（卓球に特化した総合サービス）
- JPF (企業)（公営競技の写真判定と機材・スリットカメラの開発など）
- カレッジリーグ（大学生向けスポーツイベントなどの主催・運営）
- グランディア (モデルエージェンシー)（
- クリエイティブヘッズ（スポーツイベント企画運営・スポーツ施設運営など）
- クレブ（スノーリゾート施設向けスキー・スノーボード用品・スノーアクセサリー用品等の業務用リゾート用品の卸・レンタル・オペレーション業務など）
- GOLFZON Japan（ゴルフシミュレーター販売の他に、オンラインサービス事業なども）
- Jリーグ (企業)（日本プロサッカーリーグの公式映像の制作・販売、オフィシャルグッズの企画販売、海外放映権管理など）
- メガスポーツ（スポーツオーソリティ店舗を運営）
- DELTA (野球)（野球のデータ分析）
- ドーム (企業)（スポーツ関連商品の製造・販売の他、アスリートへのパフォーマンスディレクションも）
- パシフィックリーグマーケティング（「パ・リーグTV」の運営や、パ・リーグ6球団公式ウェブサイトの企画・運用・管理、共同イベント運営など）
- HOS (企業)（近畿圏でスポーツ・カルチャー事業を展開）
- ミナレット (企業)（CSRの一環として、スポーツ教育事業も）
- 幼児活動研究会（幼稚園での体育指導の実施や、講師派遣など）
- リーフラス（リーフラススポーツスクール運営）
- リップルコミュニティ（各種コンサルティング業のほか、スポーツ界へのスポンサーサポートも）
- ONE LOVE PROJECT（スポーツ演出を中心に行うプロダクション）

フィットネスクラブ・スポーツクラブ
- カーブスホールディングス（女性専用フィットネス）
- CoCoDakara（パーソナルトレーニングサービスの提供）
- ジェイエスエス（スイミングスクールおよびスポーツクラブ運営の他、プール本体やろ過装置等の設計・施工・メンテナンスなど）
- セントラルスポーツ（スポーツクラブなど運営）
- 野村不動産ライフ&スポーツ（フィットネスクラブメガロスの運営）

日本のフィットネスクラブ一覧、#健康産業　も参照

## 医療支援サービス業
- 応用医学研究所（東証マザーズ・2123）→シミックファーマサイエンス（日本の医療支援サービス業）
- 産業科学（被ばく線量測定などの放射線関連や、医療に関する出版）
- WDBココ（東証グロース・7079）医薬業務支援
- 日本ジェノミクス　DNA鑑定
- MICメディカル（JASDAQ・2166）医薬品・医療用具開発支援事業
- リニカル（東証スタンダード・2183）医薬品開発・開発業務受託機関
- 日本医療事務センター（東証2・9652）→ソラスト（日本の医療支援サービス業）
- アメニティ (企業)（GSオーディナリー・2188）　病院・施設のアメニティサポートシステム
- メディヴァ 医療機関事業に関する開業・経営支援、病院コンサルティングの他、在宅医療支援
- G-TAC
- アイエスエフネットライフ
- アイネット・システムズ
- アクサ・アシスタンス・ジャパン
- EPファーマライン
- ウィ・キャン
- エス・エム・エス
- エムスリー
- キングラン
- クリプラ
- グローバルソフトウェア
- サイトサポート・インスティテュート（東証マザーズ・2386）→シミックヘルスケア・インスティテュート
- CBホールディングス
- SHARE
- GENOVA（東証プライム・9341）
- シガドライウィザース
- シミック
- シミック・イニジオ
- シミックファーマサイエンス
- 新日本科学（東証プライム・2395）
- セコム医療システム
- セルシード
- 総合メディカル
- ソラスト
- 中央ビジコム
- ティーペック
- テラ（東証スタンダード・2191）
- テルウェル東日本
- 名古屋先進量子医療研究所
- 日本動物高度医療センター（東証グロース・6039）
- 日本メディカルコネクション
- バイオミメテクスシンパシーズ
- ハイメディック
- ファストドクター
- ブラディッシュ
- プリメディカ
- ポート（東証グロース・7047）
- メッドライン
- メディカル・プラネット
- メディカルリソース
- メドピア
- モスインスティテュート
- ユカリア
- ライフワンズ
- リクルートメディカルキャリア
- ロジック

## 介護会社
- メッセージ→SOMPOケアメッセージ　日本の介護会社
- AHCグループ（東証グロース・7083）介護事業、福祉デイサービス事業、外食事業
- やまねメディカル（JASDAQ・2144）　総合ケアセンター運営
- N・フィールド（東証1・6077）訪問看護サービス
- エラン（東証プライム・6099） 介護医療関連事業に参入する病院や介護老人保健施設等への「CSセット」のサービス
- グローバルグループ→グローバルキッズCOMPANY（東証スタンダード・6189）保育施設の運営
- ケアサービス（東証スタンダード・2425）福祉サービス業
- ケアネット（東証プライム・2150）福祉サービス業
- チャーム・ケア・コーポレーション（東証プライム・6062）有料老人ホームサービス
- ファーストドリーム（GSオーディナリー・2129）　未就学児を対象とした児童発達支援及び発達障害児を対象とした放課後等デイサービス
- フレアス（東証グロース・7062）訪問マッサージ・訪問看護
- ライクキッズ（旧・ライクキッズネクスト）（東証1・6065）保育関連サービス
- AIAIグループ
- ALSOKライフサポート
- あんしんネットあいち
- あんしんネットなごや
- あんしんネット21
- インターネットインフィニティー
- 因島汽船
- ウエルシア介護サービス
- ウェルネス湖北
- ウチヤマホールディングス
- エス・エム・エス
- エースタイル
- エヌ・エフ・ユー
- エフビー介護サービス（東証スタンダード・9220）
- 環境開発
- 北里メディカルサービス
- 北福島タクシー
- クリナップキャリアサービス
- ケア21（東証スタンダード・2373）
- ケア・フリー静岡
- ケアプラス
- 神戸メディケア
- ザグザグ
- サンウェルズ（東証プライム・9229）
- 三和企業
- SOMPOケア（JASDAQ・2400）（旧：SOMPOケアメッセージ）
- JR九州シニアライフサポート
- シダー（東証スタンダード・2435）
- セコム医療システム
- セントケア和歌山
- 総合メディカル
- SOMPOケア
- 大和ハウスライフサポート
- タカガワ
- ツクイ（東証1・2398）
- テルウェル西日本
- テルウェル東日本
- ながでんウェルネス
- 西出興業
- ノエシス
- ビジュアルビジョン
- ヒューマンライフケア
- ひょうま
- ファインケア
- ベストパーソン
- ホスピタリティワン
- マルベリー
- メディカルアート
- メディカル・ケア・サービス（名証セントレックス・2494）
- メデカ ジャパン→ユニマットそよ風→ユニマット リタイアメント・コミュニティ
- ユニマットそよ風→ユニマット リタイアメント・コミュニティ
- ユニマット リタイアメント・コミュニティ（JASDAQ・9707）
- リエイ
- 流行発信ホールディングス

## 健康産業
- バリューHR（東証プライム・6078）健康管理サービス
- 野村不動産ライフ&スポーツ　メガロス
- アクトス
- アトリオ
- インフォーマ マーケッツ ジャパン
- ヴイ・ビジョンスタジオ
- 岡山スポーツ会館
- カーブスホールディングス
- 快活フロンティア
- 神戸医療産業都市
- コナミスポーツ
- ジョイフィット
- スポーツオアシス
- セイカスポーツセンター
- セントラルスポーツ
- 中小企業基盤整備機構
- ティーペック
- ティップネス
- 日本健康スポーツ連盟
- ぴなくる2
- 保健同人社
- メドレー
- ヨギー
- リーフラス

## 福利厚生に関する企業
- ベネフィット・ワン（東証プライム・2412）
- 宇部総合サービス
- NTT ExCパートナー
- ジェイアール西日本ウェルネット
- JFE東日本ジーエス
- 慈恵実業
- セラヴィリゾート泉郷
- テルウェル東日本
- 東京リビングサービス
- 豊田通商システムズ
- 豊通シスコム
- ニデックグローバルサービス
- PE-BANK
- 福利厚生倶楽部九州
- フジランド
- リログループ
- 横河パイオニックス

## 翻訳・ローカライズ業
- 翻訳センター（東証スタンダード・2483）
- ユレイタス
- アークコミュニケーションズ
- アクティブゲーミングメディア
- イングリッシュエージェント（クラウドソーシング）
- カクタス・コミュニケーションズ
- クロスインデックス
- サン・フレア
- DHC
- 十印
- 日本コンベンションサービス
- 日本財務翻訳
- バベル
- フォアクロス
- ブレインウッズ
- フュートレック（東証スタンダード・2468）音声認識技術、音声翻訳・インバウンド・映像展示・CRMシステム→エーアイに吸収合併
- 北海道チャイナワーク
- 翻訳舎
- ヨンカーズトランスレーションアンドエンジニアリング
- ワールドインテリジェンスパートナーズジャパン
- メタリアル（東証グロース・6182）
  - ロゼッタ
- ワードバイス　機械の開発

## 冠婚葬祭サービス
- ラヴィス（JASDAQ・2465）→アニヴェルセル　結婚式・結婚式場
- 洛王セレモニー（GSエマージング・2368）地域密着の葬儀社
- エスクリ（東証スタンダード・2196）婚礼施設を運営する
- オーネット（旧オーエムエムジー）結婚情報サービス
- サン・ライフ（JASDAQ・4656）（ホテル及び総合結婚式場運営）
- ベストブライダル　結婚式場やウエディング・ブライダル情報
- パートナーエージェント→タメニー（東証グロース・6181）成婚率No.1の結婚相談所 ファスト婚活事業、ソリューション事業

### ブライダルサービス
- アイ・ケイ・ケイホールディングス（東証プライム・2198）
- IBJ（東証プライム・6071）
- エクシオジャパン
- オーネット
- サダマツ
- シャン・クレール
- テイクアンドギヴ・ニーズ（東証プライム・4331）
- フジマ
- 藤屋（長野市）
- プラン ドゥ シー
- 平安レイサービス（東証スタンダード・2344）
- みどり会
- ワタベウェディング（東証1・4696）

### 結婚情報サービス
- IBJ
- イーハーモニー
- エクシオジャパン
- オーネット
- 結婚情報サービス
- シャン・クレール
- ツヴァイ

### 結婚に関する施設運営
- IBJ
- アニヴェルセル
- ノバレーゼ（東証スタンダード・9160）
- レック（小さな結婚式）
- プラザ開発
- 千代田セレモニー
- テイクアンドギヴ・ニーズ
- 東京會舘
- 八王子エルシィ
- 八芳園
- 平源（旅館）
- 目黒雅叙園
- 明治記念館

### 葬祭業
- イオンライフ
- イマデヤ
- 大隅企業
- オフィス創庵
- 銀河ステージ
- クロト
- ケーエスエンタープライズ
- 京王フェアウェルサポート
- 京急メモリアル
- けやき
- 広済堂ホールディングス
- こころネット（東証スタンダード・6060）
- 埼玉冠婚葬祭センター
- サンセルモ
- 燦ホールディングス
- 寿浅
- ジョイン
- セレモ
- セレモアホールディングス
- 葬儀サポートセンター
- 総合企画コーポレーション
- ティア（東証スタンダード・2485）
- 南海グリーフサポート
- のいり
- ファミリーラブ
- 平安レイサービス
- ベル
- ベルベ
- メモリアルアートの大野屋
- ヤクシン（大分県）
- ヤラカス
- ユニクエスト・オンライン
- よりそう
- メディアサポート（GSオーディナリー・9026）（愛知県）

### 冠婚葬祭互助会
- アルファクラブ
- アルファクラブ東北
- 出雲殿
- ごじょいる
- 風之荘
- サンレー
- ジョイン
- セルモ
- セレマ
- セレモニー
- 玉姫殿
- 千代田セレモニー
- 東洋観光
- 博全社
- 平安
- ベルコ
- ベルモニー
- ヤクシン（大分県）
- レクスト
- レクスト関西

## 給食産業
食材宅配サービス　も参照
- アイコーメディカル（GSオーディナリー・2441）
- 一冨士フードサービス
- 魚国総本社
- HRTニューオータニ
- エームサービス（東証2・9618）
- エンゼルフーズ
- オーシャンシステム
- 北里メディカルサービス
- グリーンハウス (フードサービス)
- コンパスグループ・ジャパン
- シダックス（東証スタンダード・4837）
- 常盤軒
- 南部縦貫
- 日清医療食品（JASDAQ・4315）
- 日本ゼネラルフード
- 富士産業
- ベイフードサービス
- メーキュー
- LEOC（JASDAQ・2366）
- ワタキューセイモア
- ケータリング
  - エイエイエスケータリング
  - オクトパスファイヤーズ
  - オーシャンシステム
  - オペレーションファクトリー
  - ジェム・カワグチ
  - 春帆楼
  - ティエフケー
  - 東華軒
  - 名古屋エアケータリング
  - 馬車道（レストラン）
  - 阪急デリカ
  - フジマ
  - まねき食品
  - ヨシケイこうべ
  - 高槻給食

## 教育産業
教育産業/学習塾・予備校の一覧　も参照
- サンマエデュケーション（GSオーディナリー・2197）（教育産業）
- 昴（東証スタンダード・9778）（教育産業）
- 5コーポレーション
- A.school
- Classi
- ECC総合教育機関
- GABA（東証マザーズ・2133）
- GLOBAL EDUCATIONAL PARTNERS
- KIYOラーニング
- KODEKA
- Manebi
- NHKエデュケーショナル
- NOVA（JASDAQ・4655）
- OEH
- PBアカデミー
- QCQ企画
- SARAスクール
- サニーアークス
- TAC（東証スタンダード・4319）（予備校）
- Z会
- アイ・ラーニング（GSオーディナリー・2442）
- Aoba-BBT（東証スタンダード・2464）
- アガトス
- アチーブゴール
- アップ（東証2・9630）（学習塾）
- アブログ
- アミューズメントメディア総合学院
- アルク（JASDAQ・2496）
- 医学アカデミー
- イスト
- イッティージャパン
- イトクロ（東証グロース・6049）
- ウィザス（東証スタンダード・9696）
- 栄光
- エクスドリーム・スポーツ
- エス・サイエンス
- エデュアス
- エディフィストラーニング
- エデュ・プラニング
- GUTS
- キヤノンビジネスサポート
- キャリカレ
- クスール
- クリップコーポレーション（東証スタンダード・4705）
- コードキャンプ
- サーティファイ
- ジェイ・マックス
- ジャクエツ
- シーツービーテック
- スズキ教育ソフト
- スタディサプリ
- ステップ（東証プライム・9795）（学習塾）
- ストリートアカデミー
- スプリックス（東証スタンダード・7030）
- スペック
- ソラスト（東証プライム・6197）
- タカガワ
- デジタルハリウッド
- トライグループ
- ナガセ（東証スタンダード・9733）
- ナノベーション
- ニチイ学館（東証1・9792）
- ニューディール（東証マザーズ・4740）
- はくぶん
- バディ企画研究所
- バンザン
- バンタン
- ビズメイツ（東証グロース・9345）
- ヒューマンアカデミー
- フォーサイト（通信教育）
- プラスエム
- ブレインウッズ
- ベネッセインフォシェル
- ベネッセコーポレーション
- ベネッセビースタジオ
- ミスズ
- ユーキャン
- ライフイズテック
- ラクサス・テクノロジーズ
- ラジオ教育研究所
- リスクモンスター
- リソー教育（東証プライム・4714）
- ロイヤル商事
- ログワークス
- ワオ・コーポレーション（JASDAQ・9730）
- ワークアカデミー
- 育伸社
- 学究社（東証プライム・9769）
- 学研スタディエ
- 学研教育みらい
- 学校運営機構
- 学情（東証プライム・2301）
- 記録映画社
- 業者テスト
- 公文教育研究会
- 建設安全研究会
- 識学（東証グロース・7049）
- 秀英予備校（東証スタンダード・4678）
- 城南進学研究社（東証スタンダード・4720）
- 新田匡宏
- 進学会ホールディングス（東証スタンダード・9760）
- 数学教育研究会
- 成学社（東証スタンダード・2179）
- 成基
- 戦略思想研究所
- 全教研（福証・9617）
- Zenken
- 全日本家庭教育研究会
- 早稲田アカデミー（東証プライム・4718）
- 早稲田学習研究会（東証スタンダード・5869）
- 早稲田経営出版
- 大阪進研
- 辰已法律研究所
- 中央出版
- 東京アカデミー
- 東京リーガルマインド
- 東京個別指導学院（東証スタンダード・4745）
- 東京法経学院
- 日本学術講師会
- 法学館
- 北海道チャイナワーク
- 明光ネットワークジャパン（東証プライム・4668）
- 木谷綜合学園
- 幼児活動研究会（東証スタンダード・2152）
- 諒設計アーキテクトラーニング
- レリーフポイント
- 練成会グループ
- 茗渓予備校
- 京進（東証スタンダード・4735）
- 京進ランゲージアカデミー
- 私塾（GSエマージング・2390）
- 秀文社（ヘラクレス・2143）→学研スタディエ

### 芸能関連の学校
- 沖縄アクターズスクール（GSエマージング・2184）

### パソコンスクール
- アイエヌ
- アビバ
- エスアイイー
- シンクスバンク
- デジタルハリウッド
- TENTO
- ナガセPCスクール
- ビッグ・エス
- リナックスアカデミー
- ワークアカデミー
- ワオ・コーポレーション

## 持株会社
- アドバックス（東証マザーズ・4749）→GNU 持株会社
- Orchestra Holdings（東証プライム・6533）持株会社
- きずなホールディングス（東証グロース・7086）持株会社
- Kids Smile Holdings（東証グロース・7084）持株会社
- クルーズ（東証スタンダード・2138）　純粋持株会社
- Shinwa Wise Holdings（東証スタンダード・2437）（持株会社）
- ツカダ・グローバルホールディング（東証スタンダード・2418）持株会社
- デジタルアイデンティティ→Orchestra Holdings（持株会社）
- ネットエイジグループ→ngi group→ユナイテッド（持株会社）
- ビーアイジーグループ→エム・エイチ・グループ 持株会社
- オリエンタルコンサルタンツホールディングス（東証スタンダード・2498）
- C&I Holdings（東証2・9609）
- CBMI（GSオーディナリー・3643）
- global bridge HOLDINGS→AIAIグループ（東証グロース・6557）
- GNU
- KeyHolder（東証スタンダード・4712）
- エム・エイチ・グループ（東証スタンダード・9439）
- シノケン（旧・シノハラ建設コンサルタント）
- セントケア・ホールディング（東証プライム・2374）
- プラザクリエイト本社 （東証スタンダード・7502）
- フリークアウト・ホールディングス（東証グロース・6094）
- ベンチャー・リンク→C&I Holdings
- ユナイテッド（東証グロース・2497）
- リクルートホールディングス
- 日本ERI（東証1・2419）
- ネクシィーズグループ（東証スタンダード・4346）
- ロングライフホールディング（東証スタンダード・4355）
- RPAホールディングス（東証プライム・6572）
- アイ・アールジャパンホールディングス（東証プライム・6035）
- アイロムグループ（旧・アイロムホールディングス）（東証プライム・2372）
- アクセスグループ・ホールディングス（東証スタンダード・7042）
- ADKホールディングス（東証1・9747）
- アセット・マネジャーズ・ホールディングス→いちごグループホールディングス→いちご
- アドバンテージ・リソーシング・ジャパン→プロンプトホールディングス→（事業譲渡）テクノプロ・ホールディングス
- アミタホールディングス（東証グロース・2195）
- ARuCo Union→エル・シー・エーホールディングス→L'ALBAホールディングス→エル・シー・エーホールディングス
- アルテ サロン ホールディングス（東証スタンダード・2406）
- アルファ・トレンド・ホールディングス→日本産業ホールディングズ
- アンビスホールディングス（東証プライム・7071）
- ERIホールディングス（東証スタンダード・6083）
- E・Jホールディングス（東証プライム・2153）
- EPSホールディングス（東証1・4282）
  - 綜合臨床ホールディングス（東証1・2399）→EP綜合
- いちご（旧・いちごグループホールディングス）（東証プライム・2337）
- 市進ホールディングス（東証スタンダード・4645）
- 一蔵（東証スタンダード・6186）
- イチネンホールディングス（東証プライム・9619）
- エル・シー・エーホールディングス（東証2・4798）
- nmsホールディングス（東証スタンダード・2162）
- SIホールディングス（東証グロース・7070）
- ウエスコホールディングス（東証スタンダード・6091）
- ウェッジホールディングス（東証グロース・2388）
- ウチヤマホールディングス（東証スタンダード・6059）
- H.U.グループホールディングス（東証プライム・4544）（旧：みらかホールディングス）
- エンバイオ・ホールディングス（東証グロース・6092）
- オメガプロジェクト・ホールディングス→ソーシャル・エコロジー・プロジェクト
- カーブスホールディングス（東証プライム・7085）
- キュービーネットホールディングス（東証プライム・6571）
- グッドウィル・グループ→ラディアホールディングス
- KNT-CTホールディングス（東証スタンダード・9726）
- コシダカホールディングス（東証プライム・2157）
- コプロ・ホールディングス（東証プライム・7059）
- サクセスホールディングス→ライクキッズネクスト
- 燦ホールディングス（東証プライム・9628）
- CRGホールディングス（東証グロース・7041）
- サン・ライフホールディング（東証スタンダード・7040）
- CSSホールディングス（東証スタンダード・2304）
- ジェイコムホールディングス→ライク
- JPホールディングス （東証プライム・2749）
- ジパング（福岡県）（GSオーディナリー・2457）→ジパング・ホールディングス
- 地盤ネットホールディングス（東証グロース・6072）
- シミックホールディングス（東証プライム・2309）
- ジャパンエレベーターサービスホールディングス（東証プライム・6544）
- シンメンテホールディングス（東証グロース・6086）
- 増進会ホールディングス
  - Z会
  - Z会ホールディングス（東証2・6053）（旧：ZEホールディングス / 栄光ホールディングス）
  - *栄光（東証2・9789）
- セプテーニ・ホールディングス（東証スタンダード・4293）
- SERIOホールディングス（東証グロース・6567）
- セレブリックス（JASDAQ・2444）（旧：セレブリックス・ホールディングス）
- ゼンケンホールディングス（JASDAQ・2446）
- セントラルサービスシステム→CSSホールディングス
- 総医研ホールディングス（東証グロース・2385）
- ダヴィンチ・ホールディングス→DAホールディングス
- ダヴィンチ・アドバイザーズ→ダヴィンチ・ホールディングス→DAホールディングス
- WDBホールディングス（東証プライム・2475）
- DAホールディングス（ヘラクレス・4314）
- テクノプロ・ホールディングス（東証プライム・6028）
- テノ. ホールディングス（東証スタンダード・7037）
- テンプホールディングス→パーソルホールディングス
- 日本エイム（JASDAQ・2383）→UTホールディングス
- 日本エル・シー・エー→エル・シー・エーホールディングス
- 日本テクシード（JASDAQ・2431）→パーソルR&D（テンプホールディングス傘下）
- 日本ホスピスホールディングス（東証グロース・7061）
- 日本ロングライフ→ロングライフホールディング
- 日本和装ホールディングス（東証スタンダード・2499）
- ネクストジャパンホールディングス（東証マザーズ・2409）→Jトラスト（その他金融）
- パーソルホールディングス（東証プライム・2181）
- バーチャレクス・ホールディングス（東証グロース・6193）（旧・バーチャレクス・コンサルティング）
- 博報堂DYホールディングス（東証プライム・2433）
- D.A.コンソーシアムホールディングス（東証2・6534）
- パシフィックゴルフグループインターナショナルホールディングス→PGMホールディングス
- バルクホールディングス（名証ネクスト・2467）
- P&Pホールディングス（JASDAQ・6068）
- PGMホールディングス（東証1・2466）
- ヒューマンホールディングス（東証スタンダード・2415）
- ヒューマン・アソシエイツ・ホールディングス（東証マザーズ・6575）
- ファルコSDホールディングス→ファルコホールディングス
- ファルコバイオシステムズ→ファルコSDホールディングス→ファルコホールディングス
- ファルコホールディングス（東証スタンダード・4671）
- フジスタッフホールディングス（JASDAQ・2147）→ランスタッドグループジャパン
- フルキャストホールディングス（東証プライム・4848）
- プロンプトホールディングス→（事業譲渡）テクノプロ・ホールディングス
- ベネッセホールディングス（東証プライム・9783）
- ベルシステム24ホールディングス（東証プライム・6183）
- 名学館ホールディングス（GSオーディナリー・2455）
- UTホールディングス→UTグループ
- UTグループ（東証プライム・2146）
- ユナイテッド・テクノロジー・ホールディングス→UTホールディングス→UTグループ
- 夢真ホールディングス（JASDAQ・2362）→夢真ビーネックスグループ
- ライドオンエクスプレスホールディングス（東証プライム・6082）（旧・ライドオン・エクスプレス）
- ラディアホールディングス（東証2・4723）→アドバンテージ・リソーシング・ジャパン→プロンプトホールディングス→（事業譲渡）テクノプロ・ホールディングス
- L'ALBAホールディングス→エル・シー・エーホールディングス
- リソルホールディングス（東証プライム・5261）（旧・リゾートソリューション）
- ワールドホールディングス（東証プライム・2429）

## 廃止済み
- 16francs
- EJビジネス・パートナーズ
- FEG
- OLC・ライツ・エンタテインメント
- TBSサービス
- アートスタッフ
- アートホテルズ
- アーバンメッツ
- アール・アール・ビー
- アイ・エム・ジェイ
- IDeepソリューションズ
- アオイゼミ
- 商いビズスクエア
- アクトビラ
- ANAクラウンプラザホテル宇部
- アリサカ（JASDAQ・2328）
- ALSOK関東デリバリー
- 阿波観光バス
- イー・カムトゥルー
- EPSアソシエイト
- イーホテルグループ
- イオンシネマズ
- インターネットテレビジョン
- インフォニックス
- VIA
- ウィンターガーデン・リゾーツ
- ヴェディオール
- ヴェディオール・キャリア
- ウキコ
- 羽後交通観光
- エアトリインターナショナル
- エイチームブライズ
- エキスプレス・トラベル
- SMBCファイナンスサービス
- エターナルアミューズメント
- エッグボックス
- ANY SOUND
- NHKプラネット
- NTTアイティ
- NTTコム ソリューションズ
- NTTファシリティーズ総合研究所
- NTT北海道テレマート
- NTTレゾナント
- エル・アイ・ビー
- 遠鉄トラベル
- OSパートナーズ
- オーエルシー・キッチンテクノ
- 大阪トラベルサービス
- オーチス・エレベータサービス
- 岡山ミドリ
- 尾瀬林業
- カキタ
- ガンジス
- キネマ倶楽部
- キヤノンプリントスクエア
- キャプラン
- 近畿日本ツーリストコーポレートビジネス
- グランドエイジング
- グルーポン・ジャパン
- グレース（大証2・4790）
- グローバルファクトリー
- グローリアス
- 京王地下駐車場
- ケイ・キャット
- 京急システム
- KDDIエボルバ
- 京阪宇治交サービス
- ケンソフト
- 縣南衛生
- コープ総合葬祭
- コピア・エナジー
- コマ・スタジアム（大証2・9642）
- コミュニティーファクトリー
- サイトロック
- サイバー・コミュニケーションズ
- サイバーファーム（ヘラクレス・2377）
- 三栄化学工業
- サンコー (広島県)
- サン総合メンテナンス
- 三洋ITソリューションズ
- CSKコミュニケーションズ
- シーサー
- ジェイアールアトリス
- ジェイアール高崎商事
- ジェイ・アール道東トラベルサービス
- JR西日本岡山メンテック
- JR西日本広島メンテック
- JR西日本福岡メンテック
- JR西日本福知山メンテック
- JR西日本米子メンテック
- JR東日本ウォータービジネス
- JR東日本フーズ
- ジェイ・エー・エー（東証2・2394）
- JTBベネフィット
- GENESIS ONE
- 静鉄観光サービス
- シニアコミュニケーション（東証マザーズ・2463）
- ジャパンイメージコミュニケーションズ
- ジャパンケアサービス
- 新京成タクシー
- スガイディノス
- スターコーポレーション
- セガ アミューズメント
- 石亭グループ
- セドナエンタープライズ
- ゼンリンプロモ
- 象企画
- ソニービジネスソリューション
- 大百科ニュース社
- 武田分析研究所
- ダブリュエックス二十四
- WBFホテルマネジメント
- ツインクルプラザ
- DCMホーマック
- テクノプロ・エンジニアリング
- デジタルエンタテインメントアカデミー
- デジタルシフト
- 電通アイソバー
- テンプスタッフ・ピープル
- 東海キヨスク
- 東電工業
- 東電ピーアール
- ドコモ・サービス
- ドコモ・ビジネスネット
- ドコモ・モバイル
- ドコモサービス東北
- ドリーム・アーツ沖縄
- ドリームステージエンターテインメント
- トーゴ
- 奈交フーズ
- ニコリー
- ニッコウトラベル（東証2・9373）
- 日新製糖
- 日本人材機構
- 日本レストランエンタプライズ
- NEO STAFF
- ネクストジャパンホールディングス
- Necca
- ネットマークス
- ネットラスト
- パーソルワークスデザイン
- バーソン・マーステラ
- パナソニック システムソリューションズ ジャパン
- パナソニック スマートファクトリーソリューションズ
- パナファーム・ラボラトリーズ
- PTS
- 日立エイチ・ビー・エム
- 日立ライフ
- ピットクルー
- ビットサーフ
- ヒューイット・アソシエイツ
- フジスタッフ
- 富士通ITマネジメントパートナー
- 富士通エフ・オー・エム
- 富士通クラウドテクノロジーズ
- 富士通システムズアプリケーション&サポート
- フリップサイド
- フレセッツ
- プロブリッジ
- ヘアドクター
- 北海道ジェイ・アール・トラベルサービス
- ホテルオークラ札幌
- マルゴ経営研究会
- 三菱スペース・ソフトウエア
- 三菱電機インフォメーションシステムズ
- 三菱電機コントロールソフトウェア
- 三菱電機マイコン機器ソフトウエア
- 三菱電機メカトロニクスソフトウエア
- モスインスティテュート（ヘラクレス・2316）→日本アジアグループ
- モック（東証マザーズ・2363）
- Moly
- ラ・パルレ
- ライブドアベースボール
- りらいあコミュニケーションズ（東証プライム・4708）
- 琉映
- レントラックジャパン
- ロコガイド
- ワン・ステップ
- ワンズ
- 関兵精麦
- 構造計画コンサルタント
- 駿河管財
- 全国教育振興会
- 全日空スポーツ
- 太陽商会（名証セントレックス・2447）
- 大阪スタヂアム興業
- 東急管財
- 東北野球企業
- 東京スタジアム（野球場）
- 二馬力
- 日尾開発
- 日本ドリーム観光
- 日本生命球場
- 半額東京
- 予約.com
- NowLoading→太陽商会
- Rakuten Direct
- ランスタッドグループジャパン
- リンク・ワン（東証マザーズ・2403）
- ローズコートホテル
- ワーナー・マイカル・シネマズ
- 綿久リネン